# John Deere
Koordinaten: 41° 28′ 35,5″ N, 90° 25′ 32,8″ W
John Deere bezeichnet die Hauptmarke des US-amerikanischen Industrieunternehmens Deere & Company. Sie geht zurück auf den gleichnamigen Unternehmensgründer. Das Unternehmen ist einer der führenden Hersteller von Landtechnik. Weitere Marken des Konzerns sind Deere (Baumaschinen und Motoren), Kemper (Erntevorsätze) sowie Frontier (u. a. Geräte für Grünland und Bodenbearbeitung), PartsCountry und Vapormatic (Ersatzteile für Fremdfabrikate).
Weitere Produkte des Unternehmens sind Maschinen für die Forstwirtschaft und Baumaschinen sowie Geräte zur Rasen- und Grundstückspflege. Der Vertrieb der Produkte in Deutschland erfolgt über ein Netzwerk von Vertriebspartnern.

## Geschichte

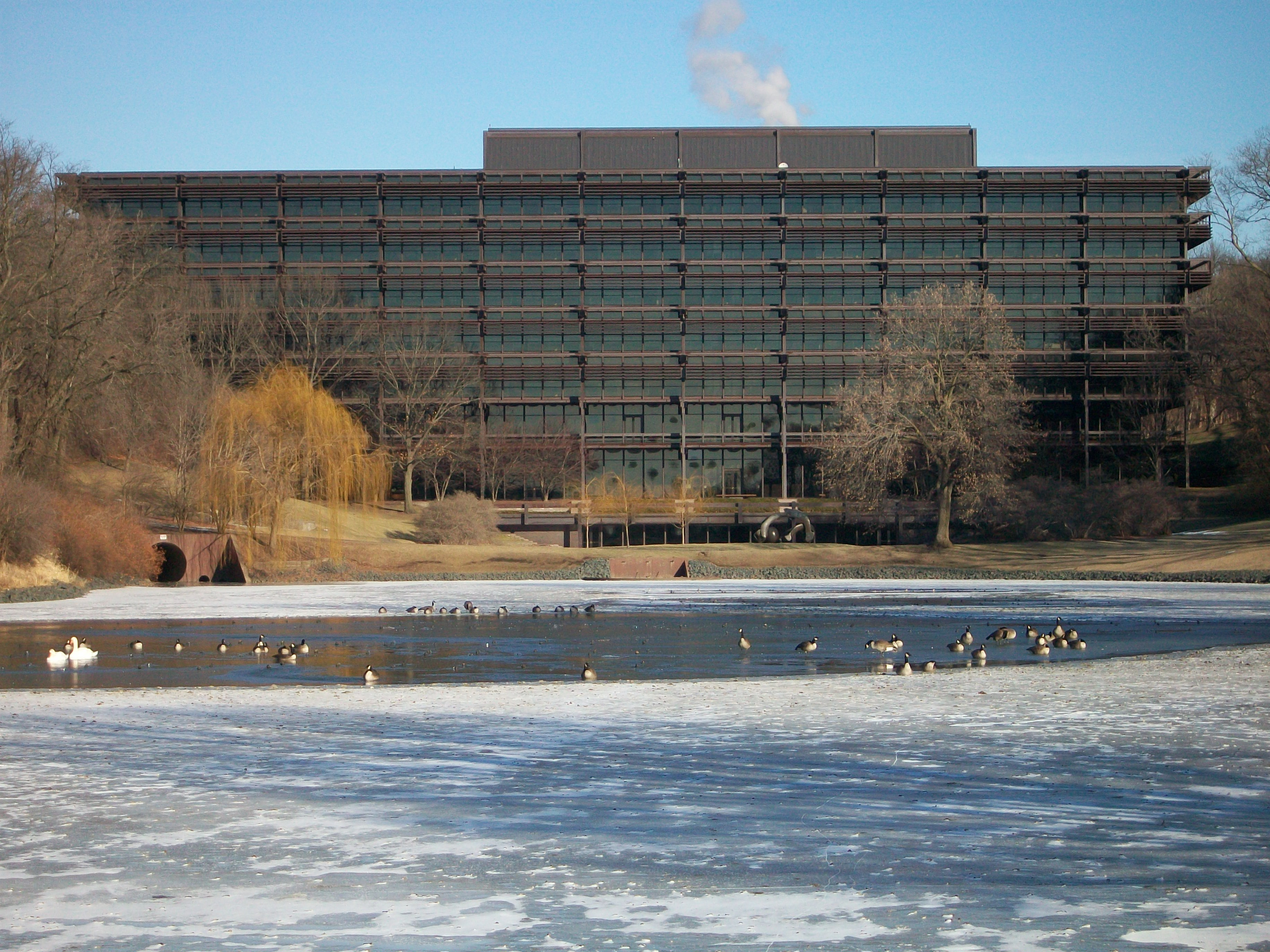
Hauptsitz von Deere & Company in Moline, Quad Cities

### 19. Jahrhundert
Am 7. Februar 1804 wurde John Deere in Rutland geboren. 1821 bis 1825 machte er bei Benjamin Lawrence in Middlebury in Vermont eine Lehre als Schmied. Aus wirtschaftlichen Gründen zog er 1836 westwärts nach Grand Detour (Illinois, 16 km südlich von Oregon (Illinois)). 1837 entwickelte der Hufschmied mit einem bis dahin unbekannten Schärf- und Polierverfahren (ursprünglich für Ledernadeln entwickelt) den ersten selbstreinigenden Stahlpflug und legte damit das Fundament für sein Unternehmen Deere & Company, besser bekannt unter dem Markenzeichen John Deere. 1848 verlegte er nach Trennung von seinem Geschäftspartner Leonard Andrus, mit dem er fünf Jahre zusammengearbeitet hatte, den Unternehmenssitz von Grand Detour nach Moline, Illinois. Dort gab es noch keinen Schmied seiner Qualität, und die Lage am Mississippi River bot Wasserkraft und günstigere Transportwege sowohl auf dem Fluss als auch mit der Eisenbahn. Schon bald produzierte er mit seiner Firma John Deere Plow Works mehr als 1.500 Pflüge pro Jahr. Viele seiner Grundsätze haben noch heute Geltung für das Unternehmen, nicht zuletzt seine hohen Qualitätsmaßstäbe. „Ich werde niemals meinen Namen auf ein Produkt setzen, in dem nicht das Beste steckt, das ich zu geben vermag“ (engl. „I will never put my name on a product that does not have in it the best that is in me.“) ist wohl sein bekanntester Leitspruch. 1852 zahlte John Deere alle seine Partner aus, 1859 übernahm sein Sohn Charles Deere (1838–1907) die Leitung bis 1907. Das Unternehmen firmierte wechselnd als „John Deere“, „John Deere & Company“, „Deere & Company“, „Moline Plow Manufactory“ und „John Deere Plow Factory“, bis es 1868 als „Deere & Company“ Aktiengesellschaft (engl. Public company) eingetragen wurde. Die genaue Firmenbezeichnung im Deutschen wäre „Öffentliche (Aktien)Gesellschaft“, eine in dieser Form hier unbekannte, („Öffentlicher Ersparnis-Aufruf“) bezeichnete Form einer AG.
Am 17. Mai 1886 starb der Firmengründer John Deere im Alter von 82 Jahren in Moline.

### 20. Jahrhundert
Mit der Übernahme der Waterloo Gasoline Engine Company kurz nach dem Ersten Weltkrieg (1918) stieg John Deere in das Traktorengeschäft ein. In der Zeit der Weltwirtschaftskrise 1931 bis 1933 verzichtete Deere & Company entgegen gängiger Praxis auf Rückforderung bereits erbrachter Lieferungen von zahlungsunfähigen Landwirten und gewann auf diese Weise treue Kunden.
1956 übernahm Deere & Company die deutsche Heinrich Lanz AG in Mannheim, die den Lanz Bulldog konstruiert hatte und ihn auch produzierte.
1958 wurde mit Einführung der Industrietraktoren 440 (Raupen-/Radantrieb) und 435 die Baumaschinensparte begründet.
In den 1980er Jahren geriet John Deere in den Sog der schweren Rezession in der Landwirtschaft, blieb aber als einziger großer Hersteller im Bereich der Landtechnik unabhängig.
Nachdem zuvor schon mit Hitachi Transportation Systems kooperiert worden war, wurde 1988 das Joint-Venture Deere-Hitachi Construction Machinery gegründet.
1991 erfolgte der Einstieg beim Rasenpflegegeräte-Hersteller SABO in Gummersbach. 1997 kaufte man die Maschinenfabrik Kemper aus Stadtlohn auf. Bei einem Umsatz von 13,8 Milliarden US-Dollar erwirtschaftete John Deere 1998 einen Rekordgewinn von 1,021 Milliarden US-Dollar. 1998 übernahm John Deere mit Cameco Industries einen Hersteller von Zuckerrohrerntern. 1999 übernahm John Deere von Metso mit Timberjack den weltweit größten Anbieter von Forstmaschinen. Mit Timberjack wurde auch das finnische Forschungs- und Entwicklungsunternehmen Plustech Oy, ein Entwicklungszentrum von Laufrobotern und Schreitharvestern übernommen.

### 21. Jahrhundert
Die Umsätze des Konzerns verdoppelten sich in den Jahren 2000–2010 von ca. 13 auf 26 Mrd. US-Dollar p. a. Im gleichen Zeitraum kletterte der Gewinn von ca. 500 Mio. US-Dollar auf 1,85 Mrd. US-Dollar. Mit Stand Oktober 2011 beschäftigte John Deere rund 6.500 Mitarbeiter in Deutschland, davon 3760 in Mannheim. 2013 beschäftigte John Deere etwa 67.000 Mitarbeiter in 68 Fabriken und 43 Verkaufshäusern auf fünf Kontinenten, davon 7.250 Mitarbeiter in Deutschland (Stand 2013, in Mannheim 4.050).

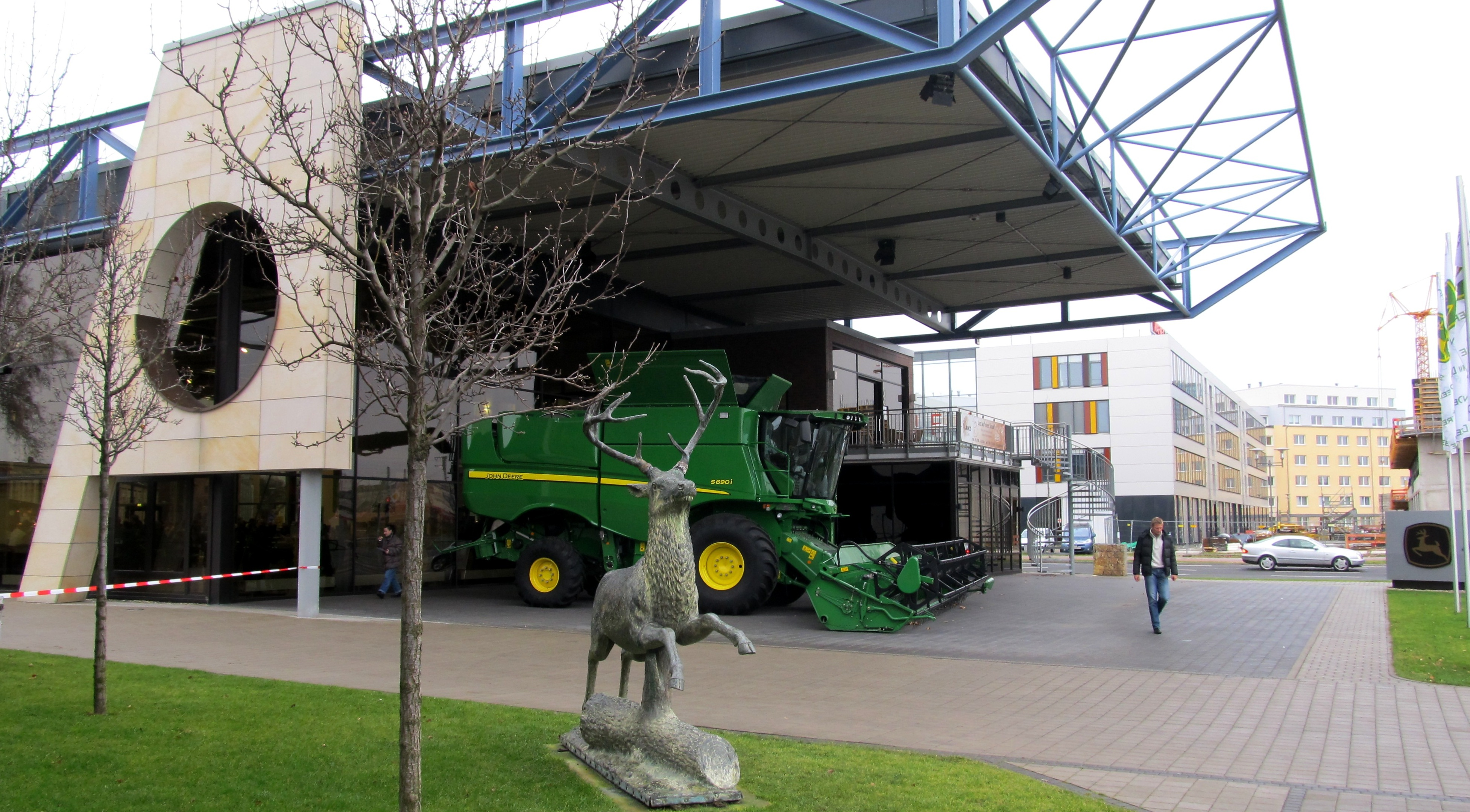
John Deere Forum Mannheim, Ausstellungsgebäude für Landmaschinen

Im Juni 2000 wurde in Schaffhausen (CH) die John Deere International GmbH für die Marktbearbeitung in Europa, Afrika sowie dem Nahen und Mittleren Osten (EMEA) gegründet.
Im Oktober 2007 verlegte die deutsche Niederlassung ihren Firmensitz innerhalb von Mannheim von der Steuben- in die Windeckstraße. Der für rund zwölf Millionen Euro umgebaute Bürokomplex aus den 1970er-Jahren beherbergte sowohl die Verwaltung auf rund 4500 Quadratmetern Bürofläche als auch die Entwicklungsabteilung.
Im Juni 2010 wurde in Kaiserslautern das Europäische Technologie Innovations-Centrum (ETIC) eröffnet. Dort werden gemeinsam mit Forschungsinstituten im Bereich Agriculture Management Systems (AMS) IT-Lösungen für die Präzisionslandwirtschaft entwickelt sowie Zukunftstechnologien im Bereich des Fahrzeugbaues erarbeitet. Zuvor war der AMS-Bereich außerhalb des Werkes Zweibrücken nahe dem Flughafen Zweibrücken untergebracht.
Zum 1. November 2012 gingen die deutschen Zweigniederlassungen der Deere & Company Muttergesellschaft in die neue Landesgesellschaft John Deere GmbH & Co. KG über. Sitz der neuen Gesellschaft ist Mannheim und sie umfasst die Werke Mannheim, Bruchsal und Zweibrücken sowie das europäische Ersatzteilzentrum in Bruchsal, die deutsche John Deere Vertriebs- und Marketingorganisation und die Forschungs- und Entwicklungsstandorte in Kaiserslautern. Außerdem kooperiert John Deere seit 2012 in ausgewählten Märkten mit MacDon bei der Lieferung von Schwadmähern.
2015 übernahm John Deere den französischen Sämaschinen-Hersteller Monosem.
Investoren wie Warren Buffett und der Microsoft-Gründer Bill Gates haben ihr Geld in Aktien von John Deere angelegt, seit 2011 ist Gates größter Einzelaktionär von John Deere mit einem Anteil von rund 5 %.
Im Juli 2017 gab Deere bekannt, den italienischen Hersteller selbstfahrender Spritzen Mazzotti zu übernehmen. Im gleichen Monat gab das Unternehmen eine Beteiligung am deutschen Baumaschinenhersteller Kramer bekannt. Damit sollen die John Deere-Vertriebspartner Zugang zu landwirtschaftlichen Teleskop- und Radladern erhalten.
Zum 1. Dezember 2017 wurde die deutsche Wirtgen Group für 4,4 Milliarden Euro von Deere übernommen.
Im Juni 2020 wurde die SABO Maschinenfabrik GmbH an die Beteiligungsgesellschaft Mutares verkauft.
Im Dezember 2021 wurde bekannt, dass sich John Deere mit einer Mehrheitsbeteiligung am österreichischen Hersteller von Antriebsakkus Kreisel Electric beteiligt hat. Der Unternehmensstandort in Rainbach im Mühlkreis mit seinerzeit 160 Mitarbeitern soll erhalten bleiben.

## Kritik
2015 geriet John Deere unter Kritik von Verbraucherschutzgruppen wie der Electronic Frontier Foundation. Kritisiert wurden Nutzungslizenzformulierungen, welche den Besitzern von John-Deere-Traktoren verbieten sollten, deren Traktoren und Software zu modifizieren. John Deeres Grundlage, dies zu tun, war die durch den DMCA verbotene Umgehung von DRM-Mechanismen. Argumentiert wurde mit der Nutzersicherheit sowie möglichen Urheberrechtsverletzungen beim Konsumieren von Musik in der Kabine. Man wollte versuchen, Selbst-Reparaturen von Traktoren durch ihre Besitzer zu verhindern. Mangels offiziellem Zugang zu Diagnose- und Reparaturwerkzeugen sind bereits Fehlercodes nicht frei zugänglich. Die Koppelung der Maschinenteile an eine individuelle VIN-Nummer der Traktoren (Serialisierung) schließt Ersatzteile von Drittanbietern effektiv aus. Defekte Bauteile können so nur von autorisierten Technikern per Software aktiviert werden. Dadurch können Landwirte ihre Geräte nicht mehr selbst reparieren, wie dies traditionell von vielen praktiziert wurde. Auch die Wahl einer freien Werkstatt ist nicht möglich, da nur der Hersteller die notwendigen Werkzeuge und Programme besitzt.
Als Folge davon entwickelte sich eine Hacker-Szene. Wie bei anderen proprietären Plattformen versuchen Hacker, nach Schwachstellen zu suchen, um die Einschränkungen aufzuheben. 2017 wurde dafür eine veränderte Firmware aus der Ukraine bekannt. Um den Landwirten einen eigenen Zugang zu ihren Traktoren zu gewähren, hat der Hacker Sick.Codes auf der DefCon-Sicherheitskonferenz 2022 einen Hack des Terminals vorgestellt.
Während der russischen Invasion der Ukraine sollen russische Truppen landwirtschaftliche Maschinen des Herstellers geraubt haben, die dann aber per Internet deaktiviert wurden. Entsprechende Einschränkungen waren bereits Jahre zuvor mit neuen Nutzungsbedingungen ermöglicht worden. Sie erlauben es dem Hersteller, das Gerät jederzeit aus der Ferne zu deaktivieren, sofern gegen die Nutzungsbedingungen verstoßen wird.
In einer am 12. Januar 2022 im US-Bundesstaat Illinois eingereichten Sammelklage wird John Deere eine Monopolbildung bei den Reparaturdiensten sowie die künstliche Verknappung von autorisierten Werkstätten vorgeworfen.
Auch die US-Handelsaufsicht (FTC) verklagte den Hersteller aufgrund unlauterer Geschäftspraktiken im Bezug auf dessen Reparatureinschränkungen, welche laut der FTC die Landwirte mit erhöhten Kosten belaste und deren Möglichkeiten zur Reparatur unnötig behindere.

## Firmenfarben und Logo
Die Firmenfarben von Deere & Company sind seit 1920 ein dunkelgrün für das Fahrzeug und gelb für die Aufschrift, Felgen oder früher Stollenstahlräder und Raupenabdeckung nachweisbar. Dieses Farbschema geht zurück auf die Farben der Kulturpflanze Mais. Diese bildet das Rückgrat der ackerbaulichen Erzeugung im Mittleren Westen der USA.
Das Firmenlogo bestand ab 1848 aus einem Stahlpflug (für Ochsengespanne). Seit 1873 zeigt es einen springenden Hirsch (englisch deer). Das Firmenemblem von John Deere bestand damals aus einem über einen Baumstamm mit ausgestreckten Beinen springenden Weißwedelhirsch, überwölbt mit „JOHN DEERE“.

## Produktion und Vertrieb
John Deere ist in die Geschäftsbereiche Agriculture, Construction and Forestry, Turf und Power Systems gegliedert.

### Standorte Agriculture
| Unternehmen                                           | Staat                  | Stadt               | Produkte                                              | Bemerkung                                |
| ----------------------------------------------------- | ---------------------- | ------------------- | ----------------------------------------------------- | ---------------------------------------- |
| Industrias John Deere Argentina S.A.                  | Argentinien            | Granadero Baigorria | Dieselmotoren                                         | Gegründet 1996                           |
| John Deere Limited Parts Distribution Center          | Australien             | Derrimut            | Ersatzteilversorgung                                  |                                          |
| Auteq Telematica S.A.                                 | Brasilien              | São Paulo           | Bordcomputer                                          | 2014 übernommen                          |
| John Deere Brazil Ltda.                               | Brasilien              | Catalão             | Zuckerrohrernter, Feldspritzen                        |                                          |
| John Deere Brazil Ltda.                               | Brasilien              | Horizontina         | Mähdrescher, Sähmaschinen                             | Ehemals SLC SA.                          |
| John Deere Brazil Ltda.                               | Brasilien              | Montenegro          | Traktoren                                             | Gegründet 2008                           |
| John Deere (Harbin) Agricultural Machinery Co., Ltd.  | Volksrepublik China    | Harbin              |                                                       |                                          |
| John Deere (Jiamusi) Agricultural Machinery Co., Ltd. | Volksrepublik China    | Jiamusi             |                                                       |                                          |
| John Deere (Ningbo) Agricultural Machinery Co., Ltd.  | Volksrepublik China    | Ningbo              |                                                       |                                          |
| John Deere (Tianjin) Company Limited                  | Volksrepublik China    | Tianjin             |                                                       |                                          |
| John Deere Usine d’Arc-les-Gray                       | Frankreich             | Arc-lès-Gray        | Mähwerke, Ballenpressen, Frontlader                   |                                          |
| John Deere GmbH & Co. KG                              | Deutschland            | Bruchsal            | Kabinenwerk, Europäisches Ersatzteilzentrum           |                                          |
| John Deere GmbH & Co. KG                              | Deutschland            | Kaiserslautern      | Forschung und Entwicklung                             |                                          |
| John Deere GmbH & Co. KG                              | Deutschland            | Mannheim            | Traktoren Baureihe 6                                  | Ehemals Heinrich Lanz AG                 |
| Maschinenfabrik Kemper GmbH & Co. KG                  | Deutschland            | Stadtlohn           | Häckslervorsätze                                      |                                          |
| John Deere GmbH & Co. KG                              | Deutschland            | Zweibrücken         | Mähdrescher, Feldhäcksler                             |                                          |
| John Deere GmbH & Co. KG                              | Deutschland            | Walldorf            | Sales & Marketing Center                              |                                          |
| John Deere India Private Limited                      |                        | Punjab              | Mähdrescher                                           |                                          |
| John Deere India Pvt. Ltd.                            |                        | Dewas               | Traktoren                                             |                                          |
| John Deere BH Works Ltd                               | Israel                 | Park Zvaim          |                                                       |                                          |
| John Deere Cylinder Internal Platform                 | Mexiko                 | Ramos Arizpe        |                                                       |                                          |
| Industrias John Deere S.A. de C.V.                    | Mexiko                 | Monterrey           |                                                       |                                          |
| Industrias John Deere S.A. de C.V.                    | Mexiko                 | Coah                |                                                       |                                          |
| John Deere Ramos                                      | Mexiko                 | Ramos               |                                                       |                                          |
| John Deere Fabriek Horst B.V.                         | Niederlande            | Horst               | Selbstfahrende Feldspritzen                           |                                          |
| John Deere Ibérica, S.                                | Spanien                | Getafe              | Komponenten                                           | Ehemals Lanz Iberica                     |
| The Vapormatic Company Ltd.                           | Vereinigtes Königreich | Exeter              | Traktorteile                                          |                                          |
| NavCom Technology, Inc.                               | Vereinigte Staaten     | Torrance            | GPS-Systeme                                           |                                          |
| John Deere Cylinder Internal Platform                 | Vereinigte Staaten     | Moline              | Zylinder                                              |                                          |
| John Deere Harvester Works                            | Vereinigte Staaten     | East Moline         | Mähdrescher                                           |                                          |
| John Deere Seeding Group                              | Vereinigte Staaten     | East Moline         |                                                       |                                          |
| John Deere Des Moines Works                           | Vereinigte Staaten     | Ankeny              | Feldspritzen, Baumwollernter, Bodenbearbeitungsgeräte |                                          |
| John Deere Ottumwa Works                              | Vereinigte Staaten     | Ottumwa             | Ballenpressen                                         |                                          |
| John Deere Paton                                      | Vereinigte Staaten     | Paton               |                                                       |                                          |
| John Deere Intelligent Solutions Group                | Vereinigte Staaten     | Urbandale           |                                                       |                                          |
| John Deere Waterloo Works                             | Vereinigte Staaten     | Waterloo            | Traktoren                                             | Ehemals Waterloo Gasoline Engine Company |
| John Deere Thibodaux                                  | Vereinigte Staaten     | Thibodeaux          |                                                       |                                          |
| John Deere Seeding Group                              | Vereinigte Staaten     | Valley City         |                                                       |                                          |

### Standorte Construction & Forestry
| Unternehmen                                               | Staat               | Stadt           | Produkte                           | Bemerkung                                                   |
| --------------------------------------------------------- | ------------------- | --------------- | ---------------------------------- | ----------------------------------------------------------- |
| Waratah Forestry Equipment Pty. Ltd                       | Australien          | Melton          |                                    |                                                             |
| John Deere Brazil Ltda.                                   | Brasilien           | Indaiatuba      |                                    |                                                             |
| Deere Hitachi                                             | Brasilien           | Indaiatuba      |                                    |                                                             |
| Deere-Hitachi Specialty Products (DHSP)                   | Kanada              | Langley         |                                    |                                                             |
| John Deere Reman                                          | Kanada              | Alberta         | Werksüberholung Gebrauchtteile     |                                                             |
| Waratah Forestry Equipment Canada, Ltd.                   | Kanada              | Kamloops        | Vertrieb                           |                                                             |
| John Deere (Tianjin) Company Limited                      | Volksrepublik China | Tianjin         |                                    |                                                             |
| John Deere Forestry — Joensuu                             | Finnland            | Joensuu         | Forstmaschinen                     |                                                             |
| Waratah OM Oy                                             | Finnland            | Joensuu         | Kräne und Köpfe für Holzvollernter |                                                             |
| Ashok Leyland John Deere Construction Equipment Pvt. Ltd. | Indien              | Thiruvallur     | Baggerlader                        | Gemeinschaftsunternehmen mit Ashok Leyland; Gegründet: 2008 |
| Industrias John Deere S.A. de C.V.                        | Mexiko              | Garza Garcia    |                                    |                                                             |
| Waratah NZ Ltd.                                           | Neuseeland          | Tokoroa Waikato | Kräne und Köpfe für Holzvollernter |                                                             |
| Bell Equipment Limited                                    | Südafrika           | Empangeni       |                                    | Zusammenarbeit mit Bell im Baumaschinenbereich              |
| Waratah Forestry Attachment, LLC.                         | Vereinigte Staaten  | Peachtree City  |                                    |                                                             |
| John Deere Construction & Forestry Company                | Vereinigte Staaten  | Moline          |                                    |                                                             |
| John Deere Davenport Works                                | Vereinigte Staaten  | Davenport       | Knickgelenkte Muldenkipper         | In Zusammenarbeit mit Bell                                  |
| John Deere Training Center – Davenport                    | Vereinigte Staaten  | Davenport       | Schulungen                         |                                                             |
| John Deere Dubuque Works                                  | Vereinigte Staaten  | Dubuque         | Baumaschinen                       |                                                             |
| John Deere Reman — Springfield                            | Vereinigte Staaten  | Springfield     |                                    |                                                             |
| Deere-Hitachi Construction Machinery Corp.                | Vereinigte Staaten  | Kernersville    | Deere- und Hitachi-Bagger          | Gemeinschaftsunternehmen mit Hitachi; Gegründet: 1988       |
| Waratah Forestry Attachment, LLC                          | Vereinigte Staaten  | Kelso           |                                    |                                                             |

Die Produktion erfolgt zu erheblichen Teilen auch außerhalb Nordamerikas, maßgeblich auch in Europa. Größter Unternehmensstandort außerhalb der USA ist das John Deere Werk Mannheim. Weitere Werke in Deutschland sind Zweibrücken, Bruchsal und Stadtlohn (Kemper). In Walldorf wurde im Jahr 2020 das Sales & Marketing Service Center errichtet, außerdem befindet sich noch das European Technology Innovation Center in Kaiserslautern. Die Firma Kemper in Stadtlohn produziert Erntevorsätze für Mähdrescher und Häcksler, das Werk in Bruchsal fertigt die Fahrerkabinen für Traktoren und Erntemaschinen. Weitere Fabrikstandorte in Europa sind Horst aan de Maas in den Niederlanden (Pflanzenschutzgeräte), Arc Les Gray (Futtererntegeräte) und Saran (Motoren) in Frankreich sowie Getafe (Getriebekomponenten) in Spanien. Im finnischen Joensuu werden Forstmaschinen gefertigt.
In Märkten, in denen John Deere nicht mit eigenen Verkaufsniederlassungen vertreten ist, werden die Produkte von nationalen Vertriebspartnern verkauft, die auch Kundendienst, Ersatzteilversorgung und Finanzierung anbieten.

## Produktpalette

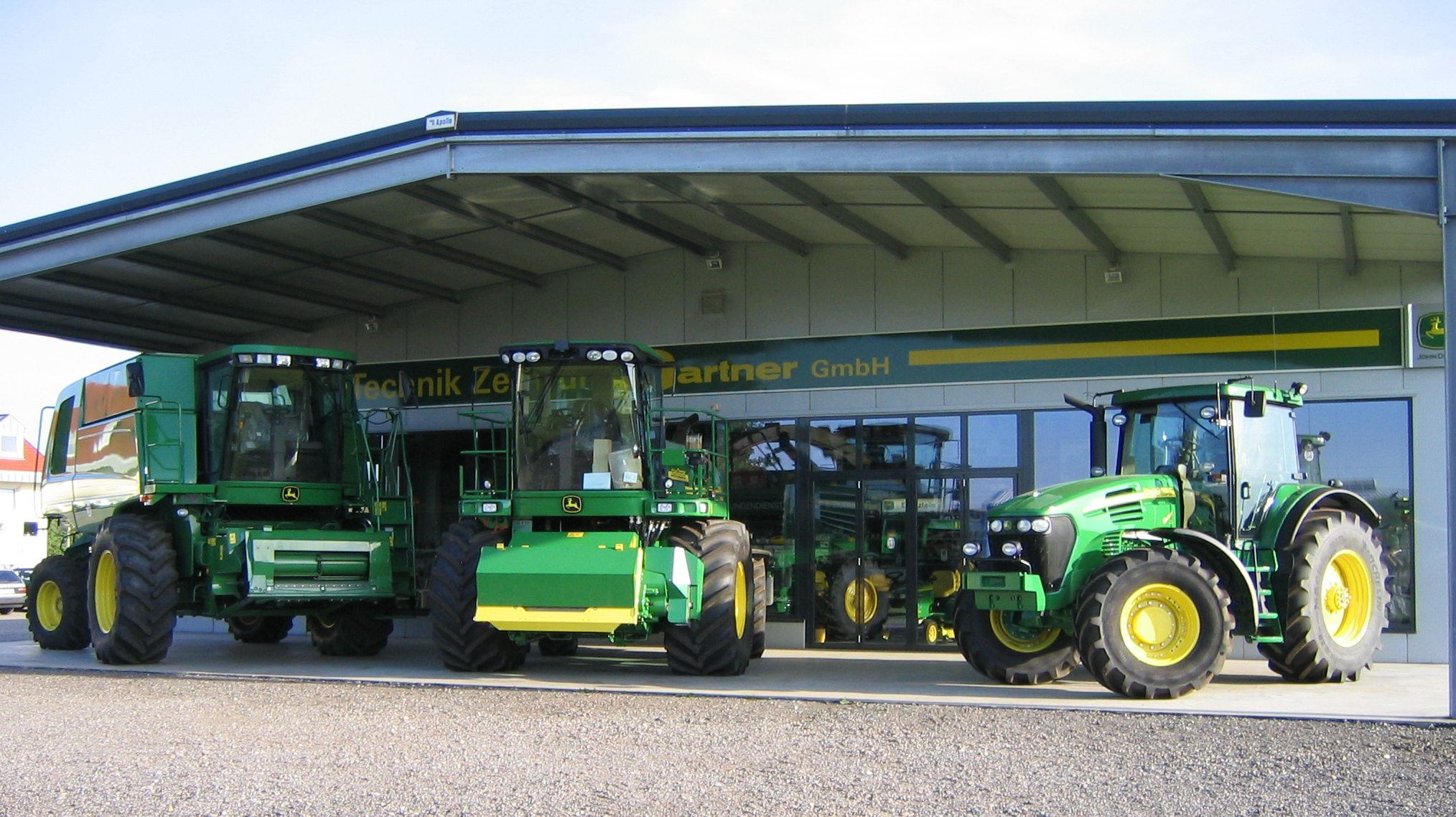
Mehrere Fahrzeuge von John Deere

Neben landwirtschaftlichen Traktoren mit einer Motorleistung von 55 bis 913 PS werden insbesondere landwirtschaftliche Erntemaschinen wie Mähdrescher, Feldhäcksler, Baumwollernter, Zuckerrohrernter und Anbaugeräte, wie Ballenpressen, Feldspritzen, Sämaschinen und Bodenbearbeitungsgeräte gefertigt. Das tatsächliche Angebot variiert allerdings national.
Die Produktpalette von John Deere umfasst jedoch nicht nur landtechnische Produkte, sondern auch Baumaschinen (Radlader, Planierraupen und Laderaupen, Erdhobel, Bagger und Baggerlader usw.), Forstmaschinen, Kommunaltraktoren sowie Maschinen für Rasen-, Grundstücks- und Golfplatzpflege. Auch werden Produkte für die GPS-gestützte Präzisionslandwirtschaft, die Ertragsmessung, die Dokumentation und Software zum Flottenmanagement vertrieben.

## Aktuelle Maschinen
Traktoren
Der zurzeit stärkste Traktor von John Deere ist das Modell 9RX 830 mit einer Nennleistung von 913 PS. Mit über 900 PS ist er somit der stärkste Serientraktor der Welt.

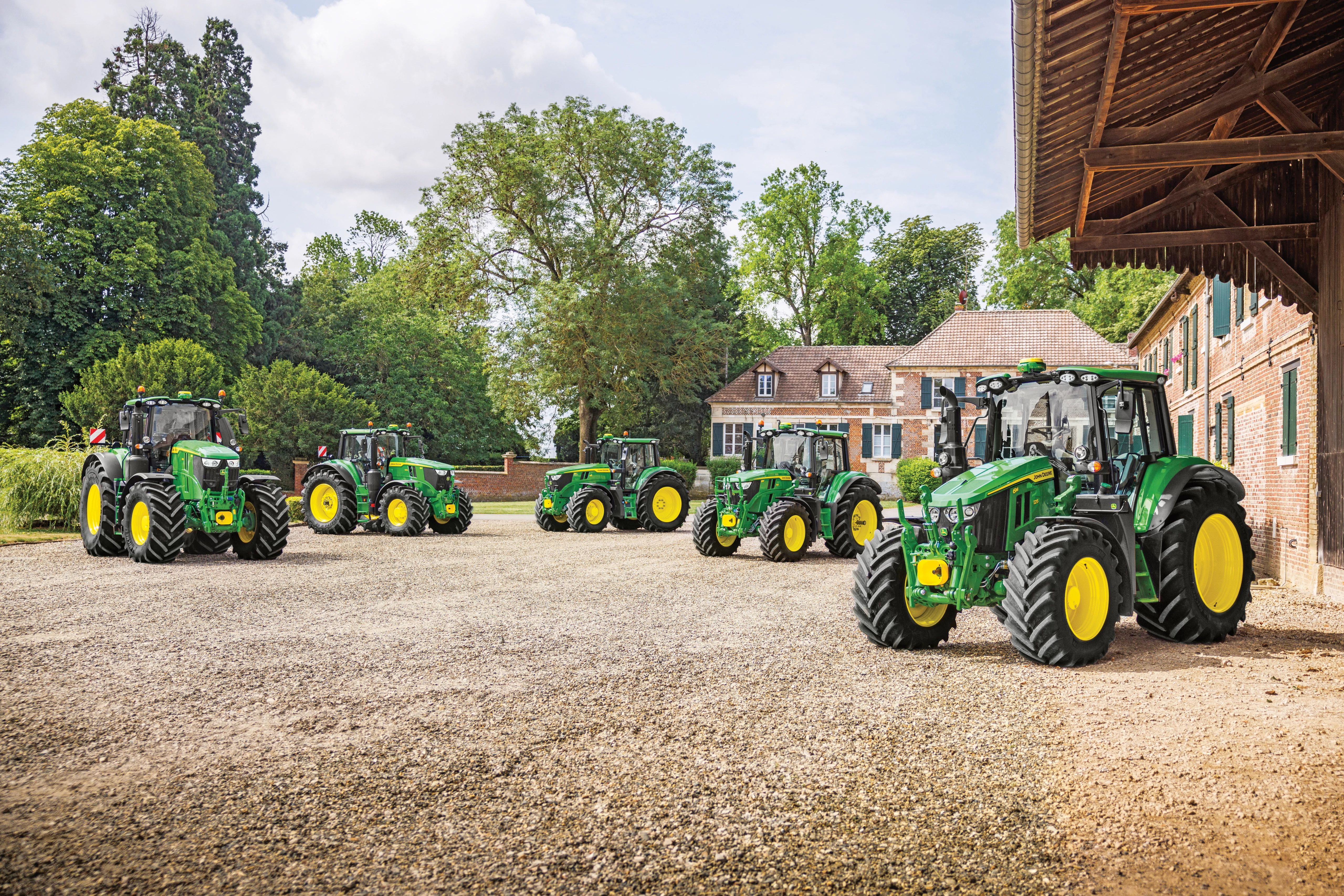
6M

Das Modell 6R 250 mit einer angegebenen Nennleistung von 250 PS ist der größte in Mannheim gefertigte Traktor.
| Baureihe                                                         | Nennleistung in kW (PS) | Zylinder (Anzahl) | Hubraum in l | Leergewicht in kg |
| Serie 5                                                          |                         |                   |              |                   |
| 5050E – 5075E                                                    | 36 (49) – 55 (75)       | 3                 | 2,9          | 2.670 – 3.320     |
| 5GN (Weinbau breiter Reihenabstand)                              | 55 (75) – 85 (115)      | 4                 | 3,4          | 3.165 – 3.195     |
| 5GV (Weinbau enger Reihenabstand)                                | 55 (75) – 85 (115)      | 4                 | 4,5          | 2.715 – 2.895     |
| 5GF (Wein- und Obstbau mit breiten Kulturen)                     | 55 (75) – 85 (115)      | 4                 | 3,4          | 3.125             |
| 5GL (Obstbau mit niedrig hängenden Lauben- und Markisenkulturen) | 55 (75) – 85 (115)      | 4                 | 3,2          | 2.670             |
| 5ML ( Ideal für den Anbau von Zitrusfrüchten und Nüssen)         | 77,2 (105) – 96 (130)   | 4                 | 4,5          | 4.000             |
| 5075M – 5130M                                                    | 55 (75) – 95 (130)      | 3 oder 4          | 2,9 oder 4,5 | 3.900             |
| Serie 6                                                          |                         |                   |              |                   |
| 6M 95 - 250                                                      | 70 (95) – 184 (250)     | 4 oder 6          | 4,5 oder 6,8 | 5.900 - 9.300     |
| 6MH                                                              | 114 (155)               | 6                 | 6,8          | 7.900             |
| 6R 110 – 250                                                     | 81 (110) – 184 (250)    | 4 oder 6          | 4,5 oder 6.8 | 6.500- 9.500      |
| Serie 7                                                          |                         |                   |              |                   |
| 7R 270 – 7R 350                                                  | 199 (270) – 257 (350)   | 6                 | 6,8 bzw. 9   | 11.400            |
| Serie 8                                                          |                         |                   |              |                   |
| 8R280 – 8R410                                                    | 206 (280) – 302 (410)   | 6                 | 9            | 13.400            |
| 8RT310 – 8RT410                                                  | 228 (310) – 302 (410)   | 6                 | 9            | 16.225            |
| 8RX 310 – 8RX 410                                                | 228 (310) – 302 (410)   | 6                 | 9            | 19.400            |
| Serie 9                                                          |                         |                   |              |                   |
| 9R 440 – 9R 640                                                  | 356 (484) – 508 (691)   | 6                 | 13,6         | 20.580            |
| 9RT 490 – 9RT 590                                                | 396 (539) – 508 (691)   | 6                 | 13,6         | 20.580            |
| 9RX 490 – 9RX 640                                                | 396 (539) – 508 (691)   | 6                 | 13,6         | 25.550            |
| 9RX 710 – 9RX 830                                                | 582 (781) – 681 (913)   | 6                 | 18           | 33.566            |
| Quelle:                                                          |                         |                   |              |                   |

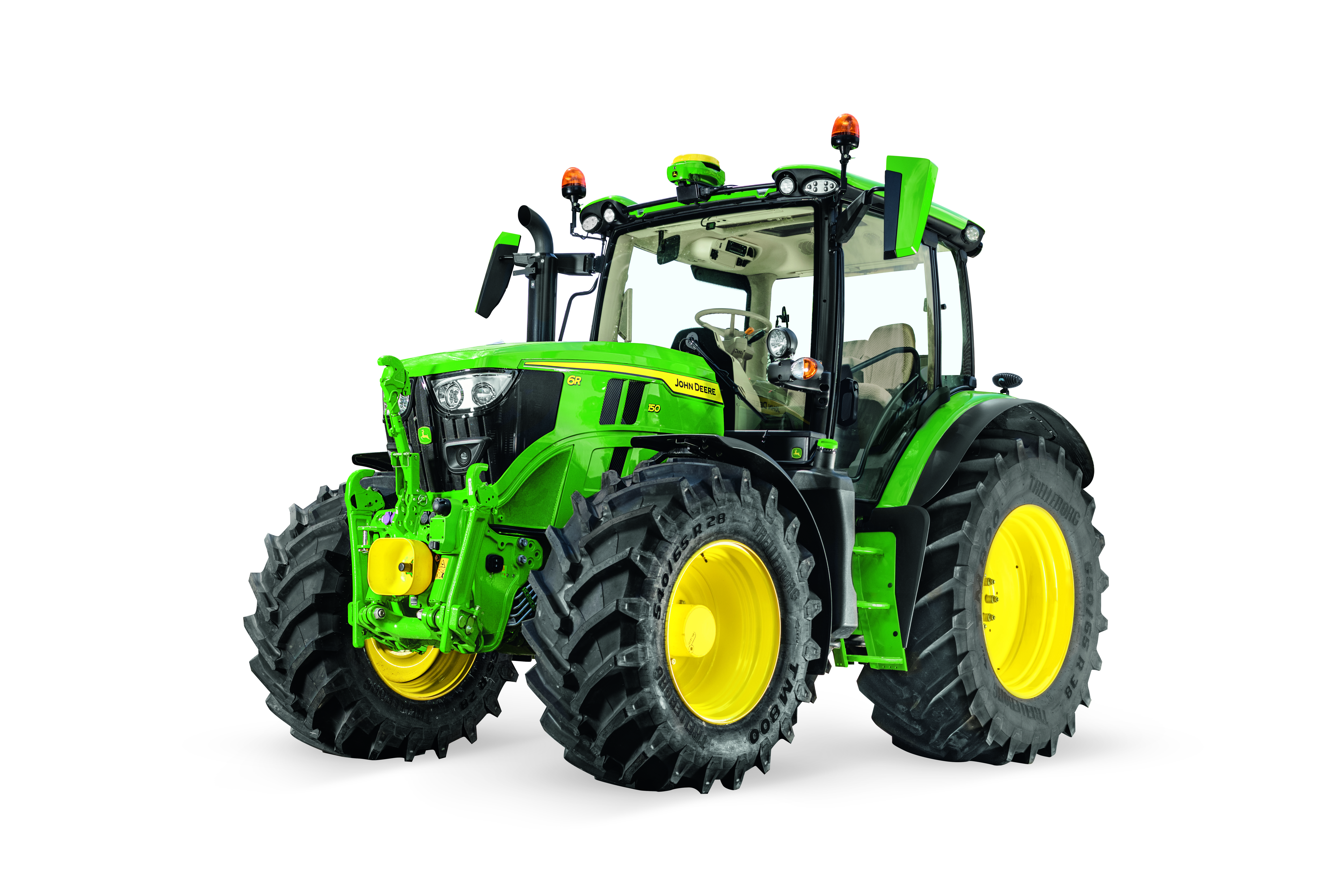
6R 150

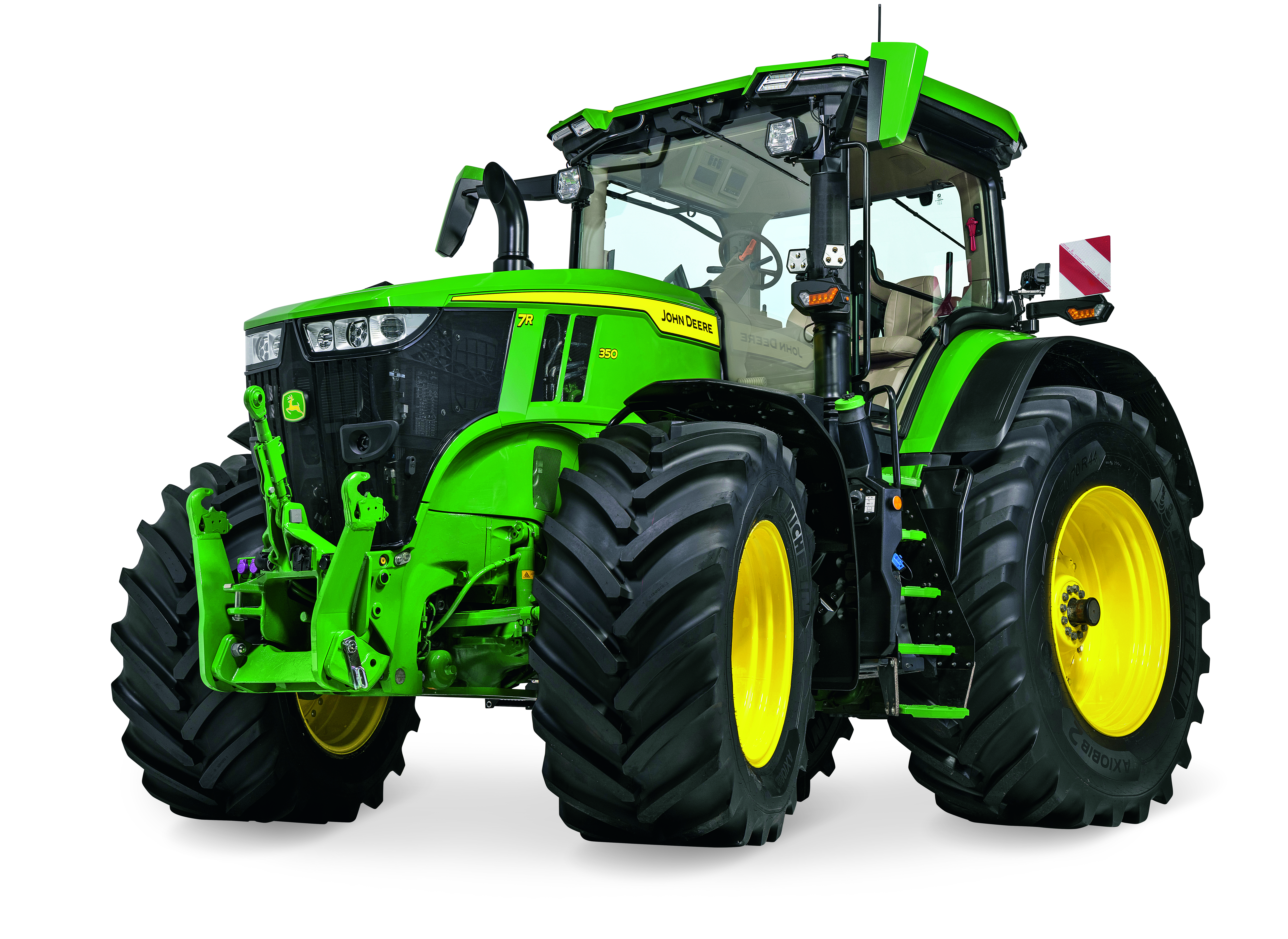
7R 350

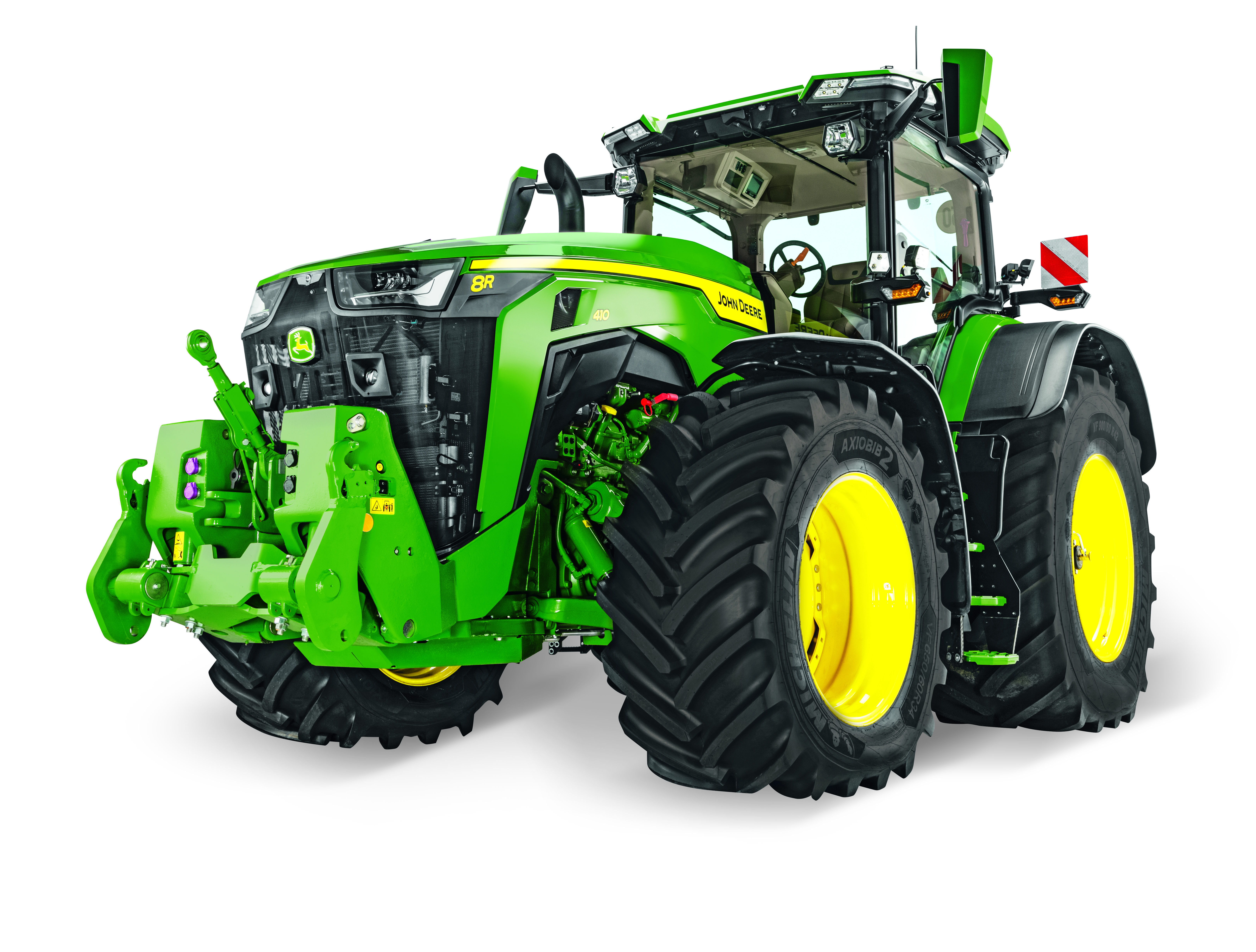
8R 410

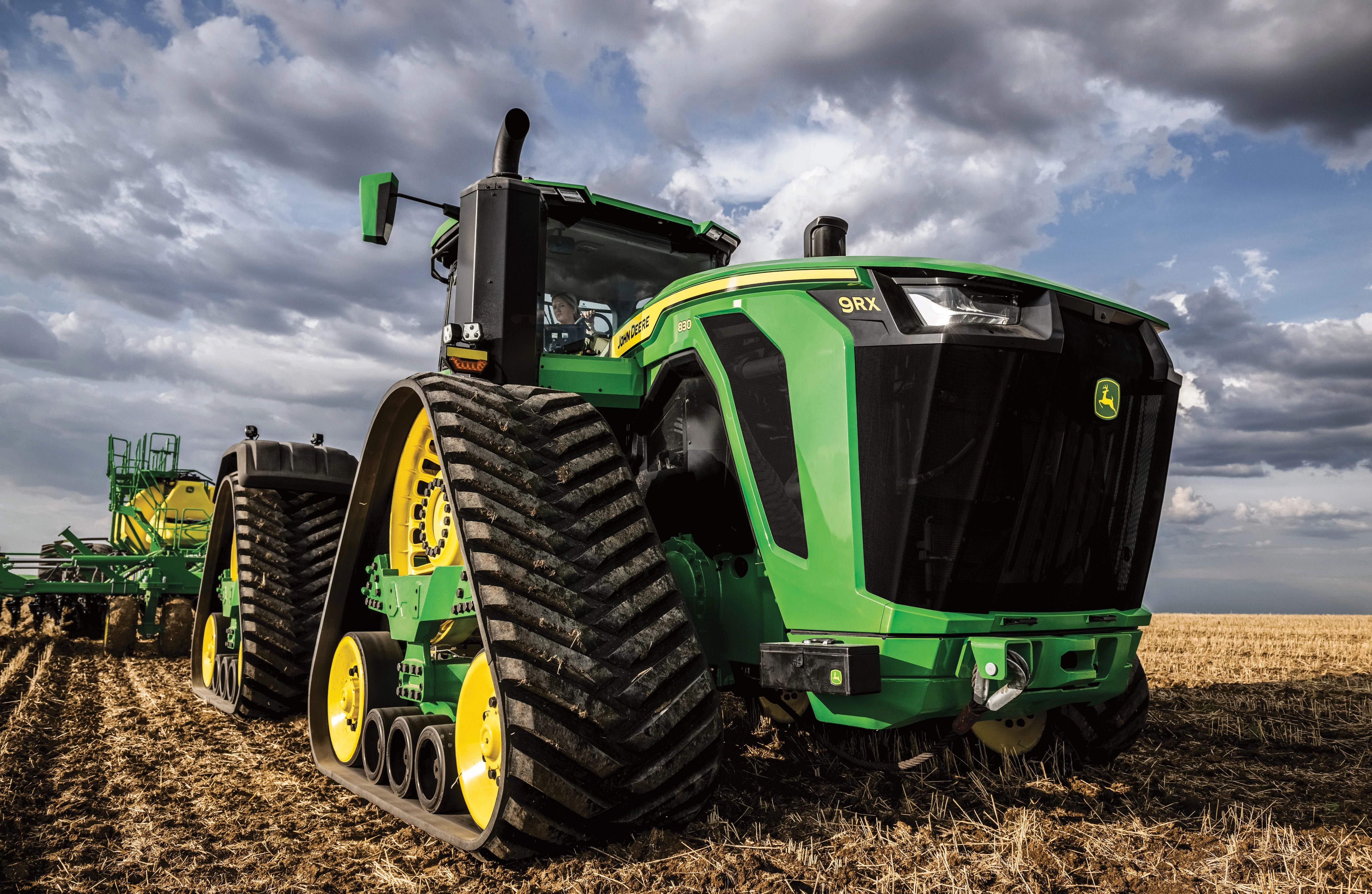
9RX 830

Die Einführung der neuen Serie 5R im Jahr 2009 änderte bei John Deere die Bezeichnung der Traktoren. Dabei steht die erste Zahl für die Baureihe, um die es sich handelt; die drei weiteren geben die Motorleistung bei Nenndrehzahl gemäß 97/68/EC-Standard an.
Die Buchstaben sagen etwas über die Ausstattung aus. Je weiter hinten sich dieser im Alphabet befindet, desto umfangreicher ist die Ausstattung, dabei steht beispielsweise der Buchstabe R für die höchste Ausstattungsvariante.
Mähdrescher
Die drei Mähdrescherserien: T, S und X. Sie bieten eine Auswahl an Dresch- und Abscheidetechnologien für unterschiedliche Betriebsgrößen und verfügen alle über die gleichen fortschrittlichen Technologien.

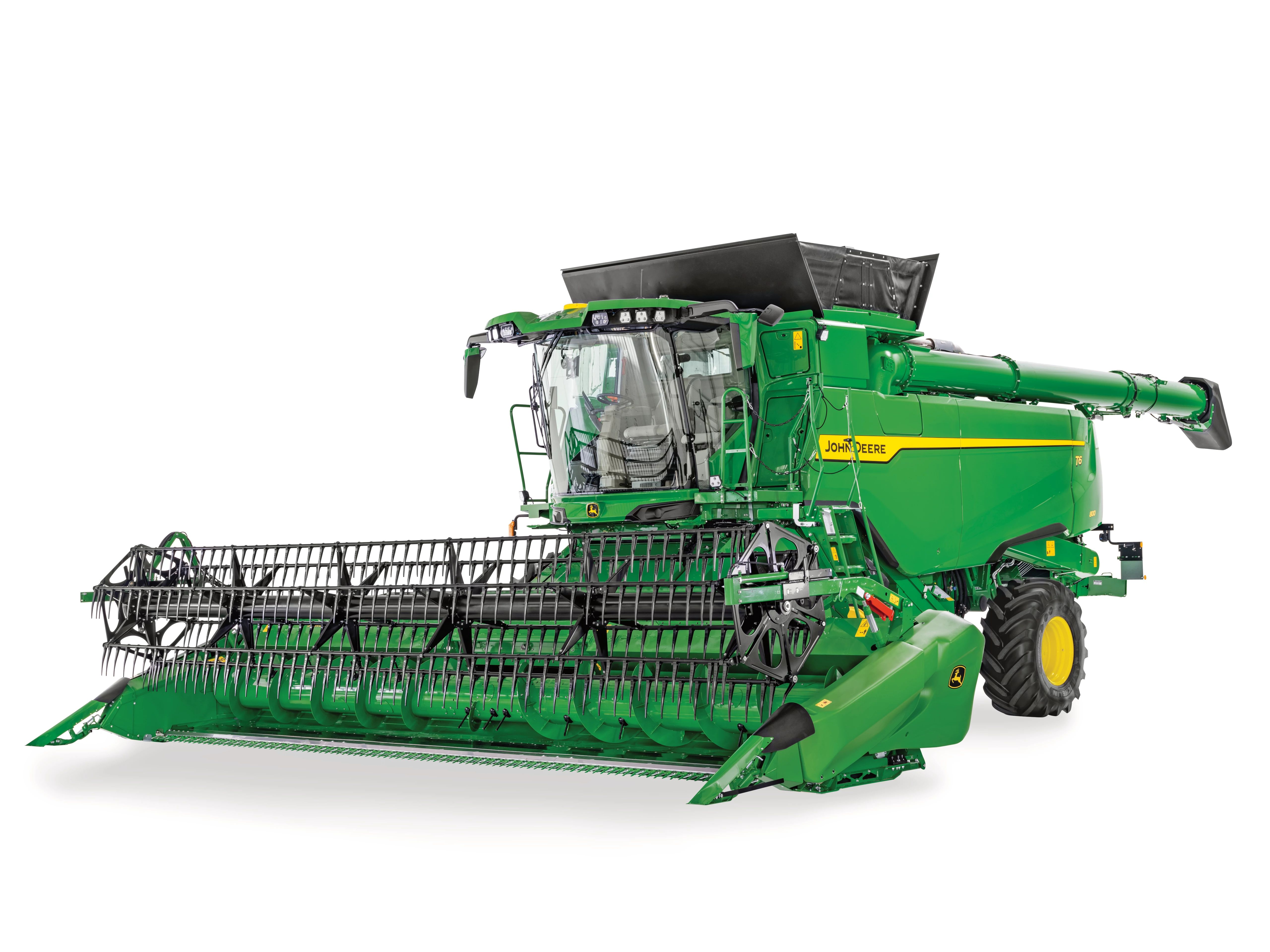
T6

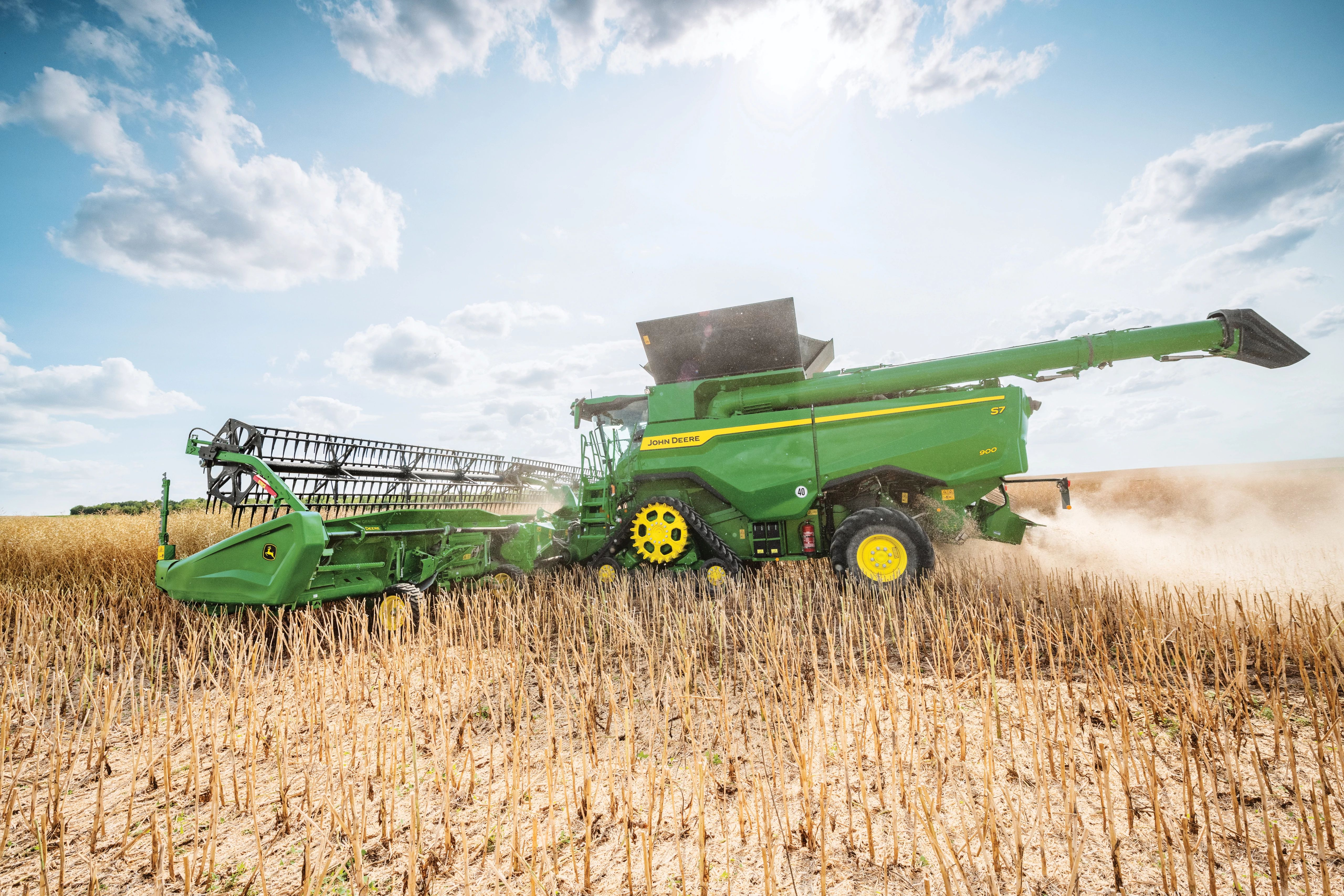
S7

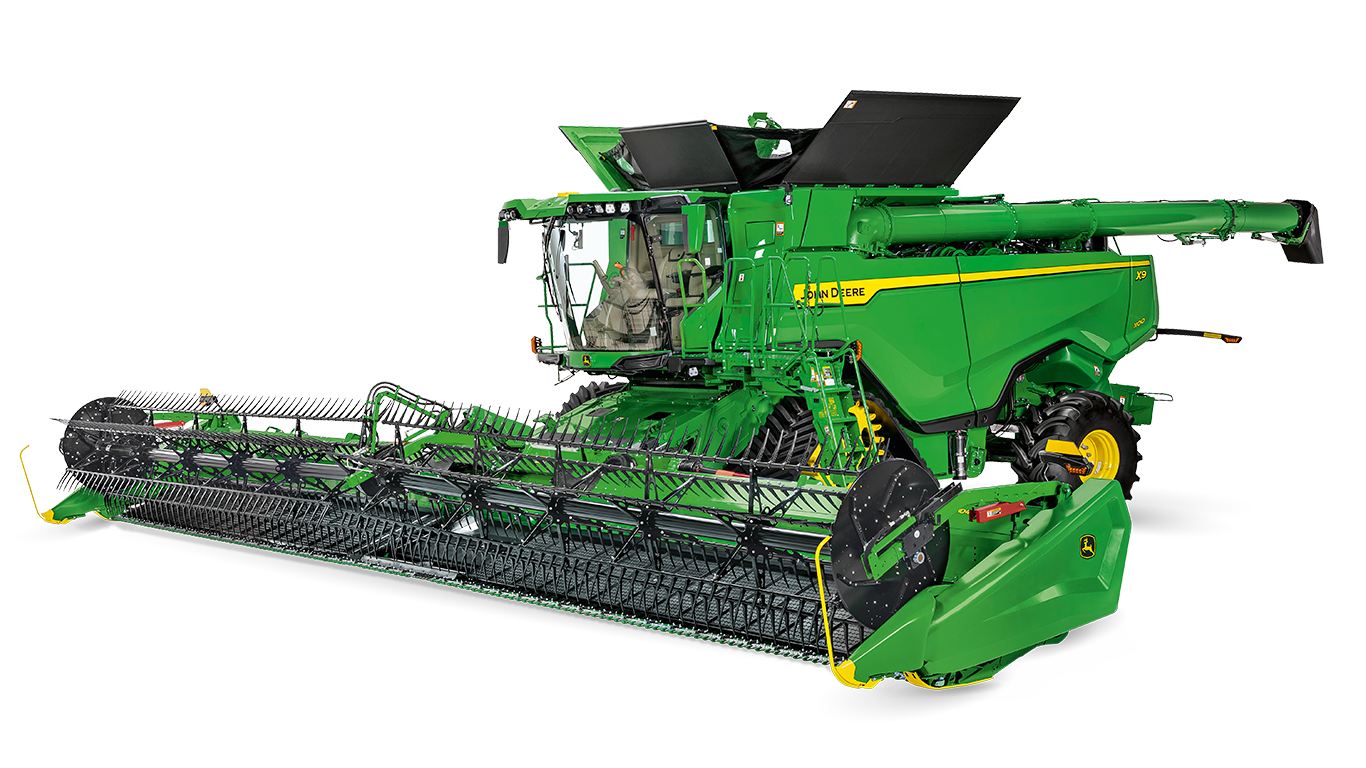
X9

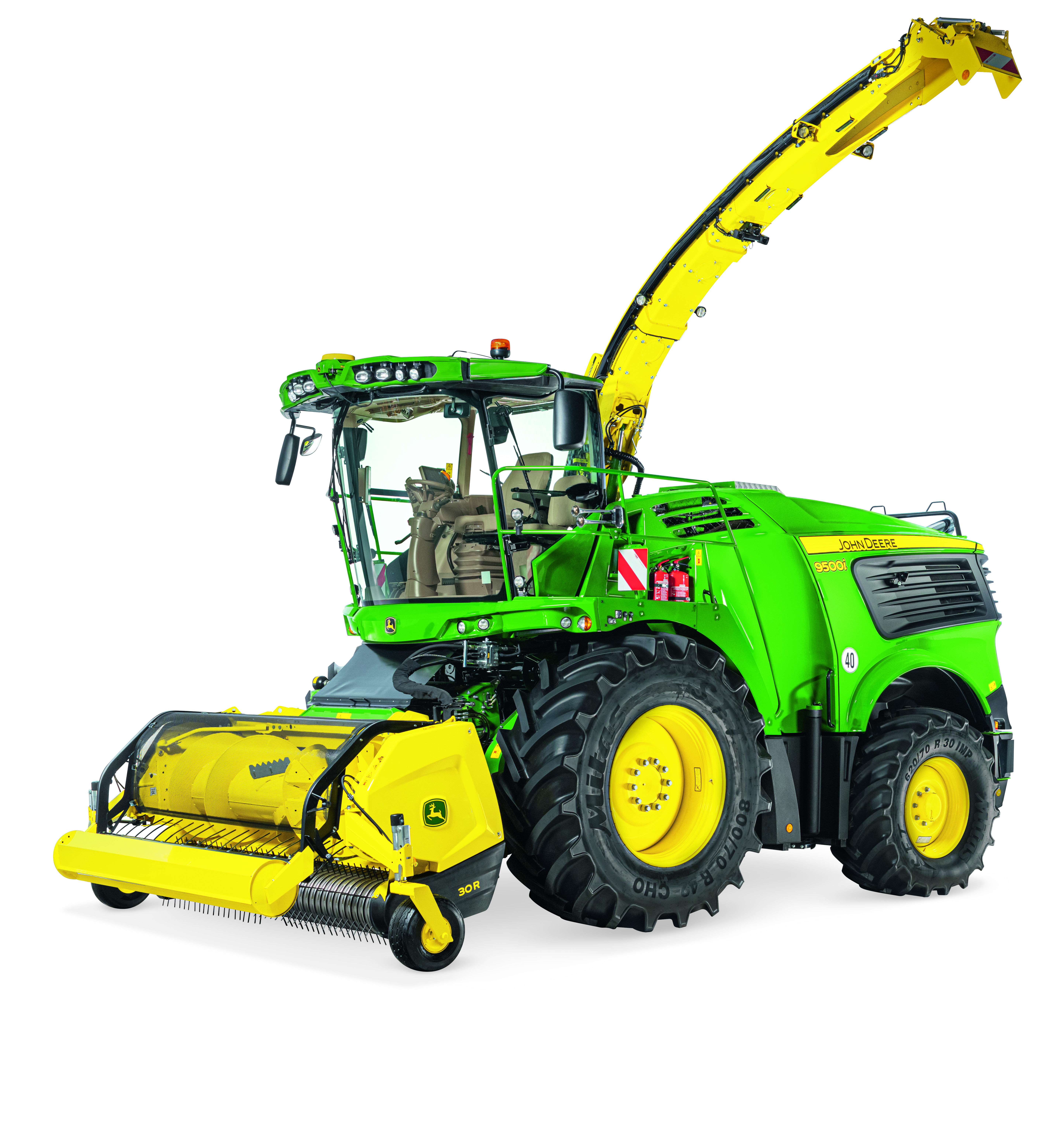
9500i

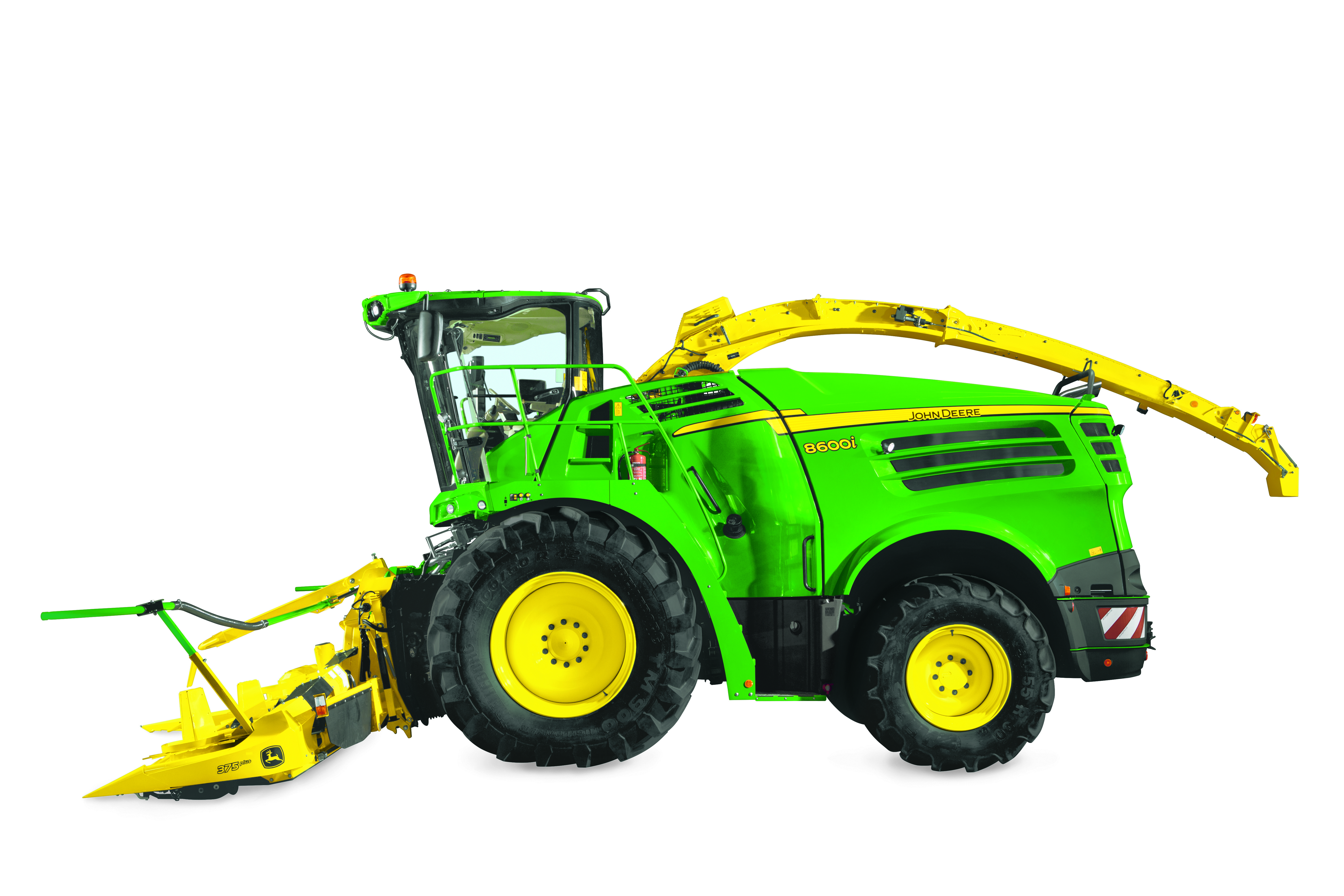
8600i

| Baureihe | Druschsystem                | Abscheidesystem | Schneidwerksbreiten in m  | Maximalleistung in kW (PS) | Korntankinhalt in l | Transportbreite in m |
| Serie T  |                             |                 |                           |                            |                     |                      |
| T5 400   | Mehrtrommel-Druschsystem    | 5 Schüttler     | 4,60 / 5,50 / 6,10        | 224 (305)                  | 8.000 / 10.000      | 3,29 – 3,79          |
| T5 500   | Mehrtrommel-Druschsystem    | 5 Schüttler     | 6,70 / 7,60 / 9,15        | 256 (348)                  | 8.000 / 10.000      | 3,29 – 3,79          |
| T5 600   | Mehrtrommel-Druschsystem    | 5 Schüttler     | 10,7                      | 285 (387)                  | 10.000 / 11.500     | 3,29 – 3,79          |
| T5 700   | Mehrtrommel-Druschsystem    | 5 Schüttler     | 10,7                      | 310 (421)                  | 10.000 / 11.500     | 3,29 – 3,79          |
| T6 500   | Mehrtrommel-Druschsystem    | 6 Schüttler     | 4,60 / 5,50 / 6,10        | 256 (348)                  | 9.000 / 11.000      | 3,49 - 3,99          |
| T6 600   | Mehrtrommel-Druschsystem    | 6 Schüttler     | 4,60 / 5,50 / 6,10        | 285 (387)                  | 9.000 / 11.000      | 3,49 - 3,99          |
| T6 700   | Mehrtrommel-Druschsystem    | 6 Schüttler     | 4,60 / 5,50 / 6,10 / 10,7 | 310 (421)                  | 11.000 / 13.500     | 3,49 - 3,99          |
| T6 800   | Mehrtrommel-Druschsystem    | 6 Schüttler     | 4,60 / 5,50 / 6,10 / 10,7 | 343 (466)                  | 11.000 / 13.500     | 3,49 - 3,99          |
| Serie S  |                             |                 |                           |                            |                     |                      |
| S7 700   | Separatorbereich des Rotors | 3-Stufen Rotor  | 6,10 / 6,70               | 344 (467)                  | 10.600              | 3,5 – 4,3            |
| S7 800   | Separatorbereich des Rotors | 3-Stufen Rotor  | 7,60 / 9,15               | 402 (547)                  | 14.100              | 3,5 – 4,3            |
| S7 850   | Separatorbereich des Rotors | 3-Stufen Rotor  | 10,70 / 12,20             | 426 (579)                  | 14.100              | 3,5 – 4,3            |
| S7 900   | Separatorbereich des Rotors | 3-Stufen Rotor  | 10,70 / 12,20             | 460 (625)                  | 14.100              | 3,5 – 4,3            |
| Serie X  |                             |                 |                           |                            |                     |                      |
| X9 1000  | Doppelrotor-Druschsystem    | Doppelrotor     | 10,7 – 13,7               | 470 (639)                  | 14.800              | 3,47-4,58            |
| X9 1100  | Doppelrotor-Druschsystem    | Doppelrotor     | 10,7 – 13,7               | 515 (700)                  | 16.200              | 3,47-4,58            |
| Quelle:  |                             |                 |                           |                            |                     |                      |

Selbstfahrende Feldhäcksler
| Baureihe   | Modelle                            | Max. Motorleistung in kW (PS) | Hubraum in l | Messertrommelbreite/-durchmesser in mm | Messerzahl                      | Tankinhalt in l |
| Serie 8000 | 8100, 8200, 8300, 8400, 8500, 8600 | 317 (431) – 460 (625)         | 9 bzw. 13,5  | 680 / 670                              | 40-48-56-64 (64 nicht für 8100) | 1.100           |
| Serie 9000 | 9500, 9600, 9700, 9800, 9900       | 563 (765) – 713 (970)         | 18 bzw. 24,2 | 850 / 670                              | 40-48-56-64                     | 1.500           |
| Quelle:    |                                    |                               |              |                                        |                                 |                 |

Mähaufbereiter
| Baureihe  | Arbeitsbreite in m | Anbau                 | Leistungsbedarf in kW (PS) | Anzahl V-Zinken       |
| F310R     | 3,1                | Front                 | 76 (100)                   | 4 V +76 gerade        |
| F350R     | 3,5                | Front                 | 91(125)                    | 4 V+ 100 gerade       |
| 324A/328A | 2,40 / 2,80        | Heck                  | 52 (70) / 61 (82)          | 64/80                 |
| 331       | 3,1                | Heck                  | 76 (100)                   | 92                    |
| R310R     | 3,1                | Heck                  | 76 (100)                   | 4 V+76 gerade         |
| R350R     | 3,5                | Heck                  | 85 (115)                   | 48 doppelte Zinken    |
| R950R     | 9,1-9,5            | Heckanbau, kombiniert | 170 (239)                  | 2x (4 V +76 gerade)   |
| R990R     | 9,5- 9,9           | Heckanbau, kombiniert | 185 (250)                  | 2x (4 V +76 gerade)   |
| R930R     | 9,3                | Heckanbau, kombiniert | 160 (220)                  | 2x 48 doppelte Zinken |
| S310R     | 3,1                | Seitendeichsel        | 55 (75)                    | 88                    |
| S350R     | 3,5                | Seitendeichsel        | 62 (84)                    | 104                   |
| C310R     | 3,1                | Zentralanhängung      | 60 (82)                    | 88                    |
| C350R     | 3,5                | Zentralanhängung      | 70 (94)                    | 104                   |
| Quelle:   |                    |                       |                            |                       |

Ballenpressen
| Baureihe                          | Ballenkammer     | Ballendurchmesser in m            |
| V451G, V451M, V461M, V451R, V461R | Variable Kammer  | 0,80 – 1,85                       |
| S200                              | Hochdruckpressen | 37×47 cm Ballenabmessungen        |
| F440E, F450E, F441M, F441R        | Feste Kammer     | 1,20 – 1,50                       |
| C441R, C451R, C461R               | Kombipressen     | 1,35 – 1,70                       |
| L624, L633, L634                  | Großpackenpresse | 0,7 x 1,2 - 0,9 x 0,8 - 0,9 x 1,2 |
| Quelle:                           |                  |                                   |

Sämaschinen (Direktsaat-Verfahren)
|         | Konzept              | Arbeitsbreite in m | Säeinheiten | Anpressdruck je Schar in kg | Leistungsbedarf in PS |
| 740A    | Mulchsämaschine      | 6                  | 40          | 0 – 50                      | 100                   |
| 740A    | Mulchsämaschine      | 8                  | 52          | 0 – 50                      | 120                   |
| 740A    | Mulchsämaschine      | 9                  | 60          | 0 – 50                      | 130                   |
| 750A    | Universalsämaschine  | 3                  | 18          | 0 – 250                     | 80                    |
| 750A    | Universalsämaschine  | 4                  | 24          | 0 – 250                     | 110                   |
| 750A    | Universalsämaschine  | 6                  | 36          | 0 – 250                     | 140                   |
| 1725NT  | Einzelkornsämaschine | 0,75 bis 0,8 Reihe | 8           | automatische Anpassung      |                       |
| 1775NT  | Einzelkornsämaschine | 0,75 Reihe         | 12 - 16 -24 | automatische Anpassung      |                       |
| Quelle: |                      |                    |             |                             |                       |

Pflanzenschutztechnik
| Baureihe    | Typ                        | Behälterinhalt in l | Gestängebreite in m | Pumpenleistung in l/min              |
| M700(i)     | Anhängefeldspritze         | 2.400 – 4.000       | 18 – 30             | 280                                  |
| R700i       | Anhängefeldspritze         | 3.200 – 4.000       | 18 – 33             | 600 (Befüllung), 750 (Ausbringung)   |
| M900(i)     | Anhängefeldspritze         | 4.400 – 6.200       | 24 – 40             | 560                                  |
| R900i       | Anhängefeldspritze         | 4400 - 7500         | 24-40               | 1200 (Befüllung), 1000 (Ausbringung) |
| R41 mit 40i | Selbstfahrende Feldspritze | 4000                | 24 – 36             | Befüllung mit 1000                   |
| R41 mit 50i | Selbstfahrende Feldspritze | 5000                | 24 – 36             | Befüllung mit 1000                   |
| Quelle:     |                            |                     |                     |                                      |

Rasentraktoren
| Baureihe | Motorleistung in kW (PS)    | Arbeitsbreite          | Geschwindigkeit                  |
| X100     | 11,11 (14,9) - 12,63 (16,9) | 92 cm - 122cm          | bis zu 8,9 km/h                  |
| X300     | 13,7 (18,4) – 14,7 (19,7)   | 107cm - 137cm          | 8,2 km/h - 10 km/h               |
| X500     | 15,1 (21,2) – 16,6 (22,3)   | 122cm - 137 cm         | 11,6 km/h                        |
| X900     | 18 (24,5)                   | 122cm / 137cm / 152 cm | 13,7                             |
| Ztrak    | 12,1 (16,2) – 16,1 (21,6)   | 107 cm / 122cm         | 11,3 km/h / 12,9 km/h / 14,5km/h |
| X940     | 18(24,5)                    | 122cm / 137cm / 152 cm | 13,7 km/h                        |
| X948     | 18 (24,5)                   | 122cm / 137cm / 152 cm | 13,7 km/h                        |
| X949     | 18 (24,5)                   | 122cm / 137cm / 152 cm | 13,7 km/h                        |
| X950R    | 18,5 (25,2)                 | 122cm / 137cm          | 14,5 km/h                        |
| Quelle:  |                             |                        |                                  |

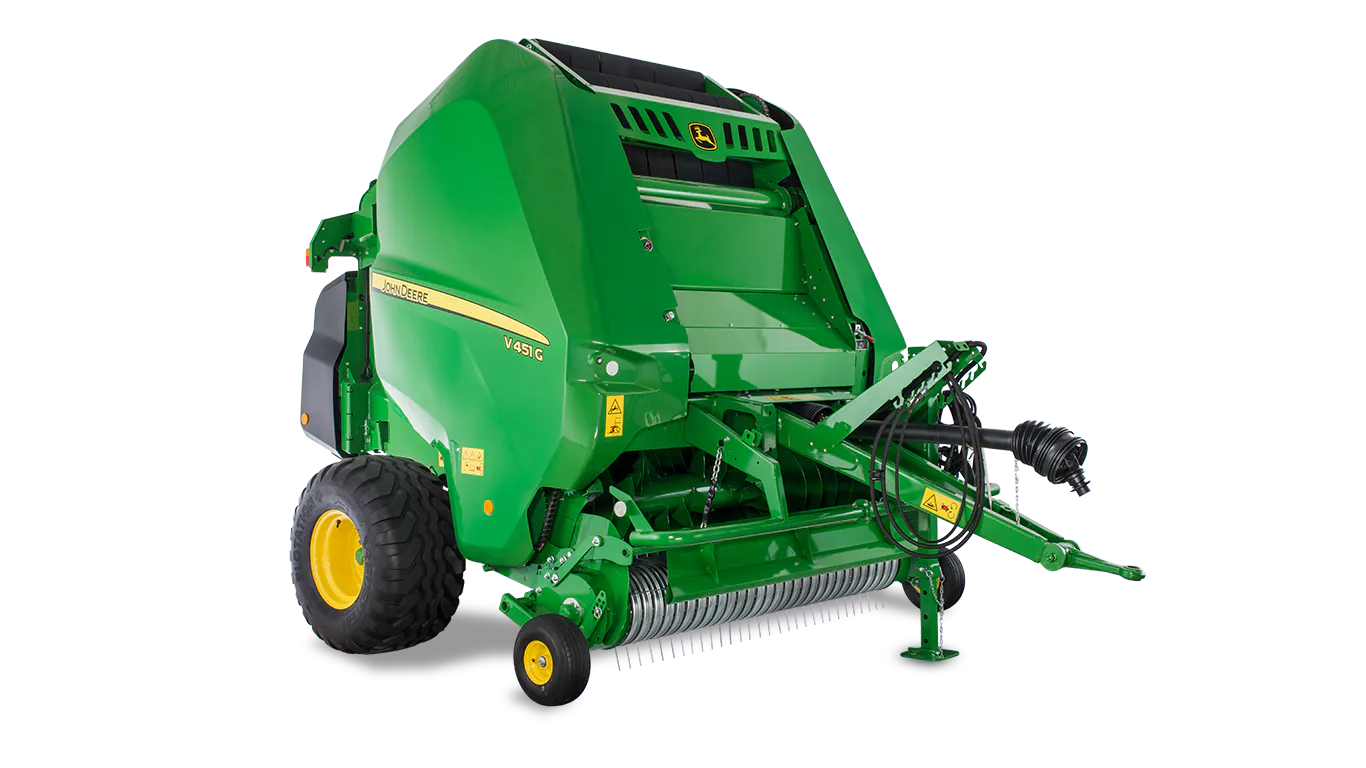
451G

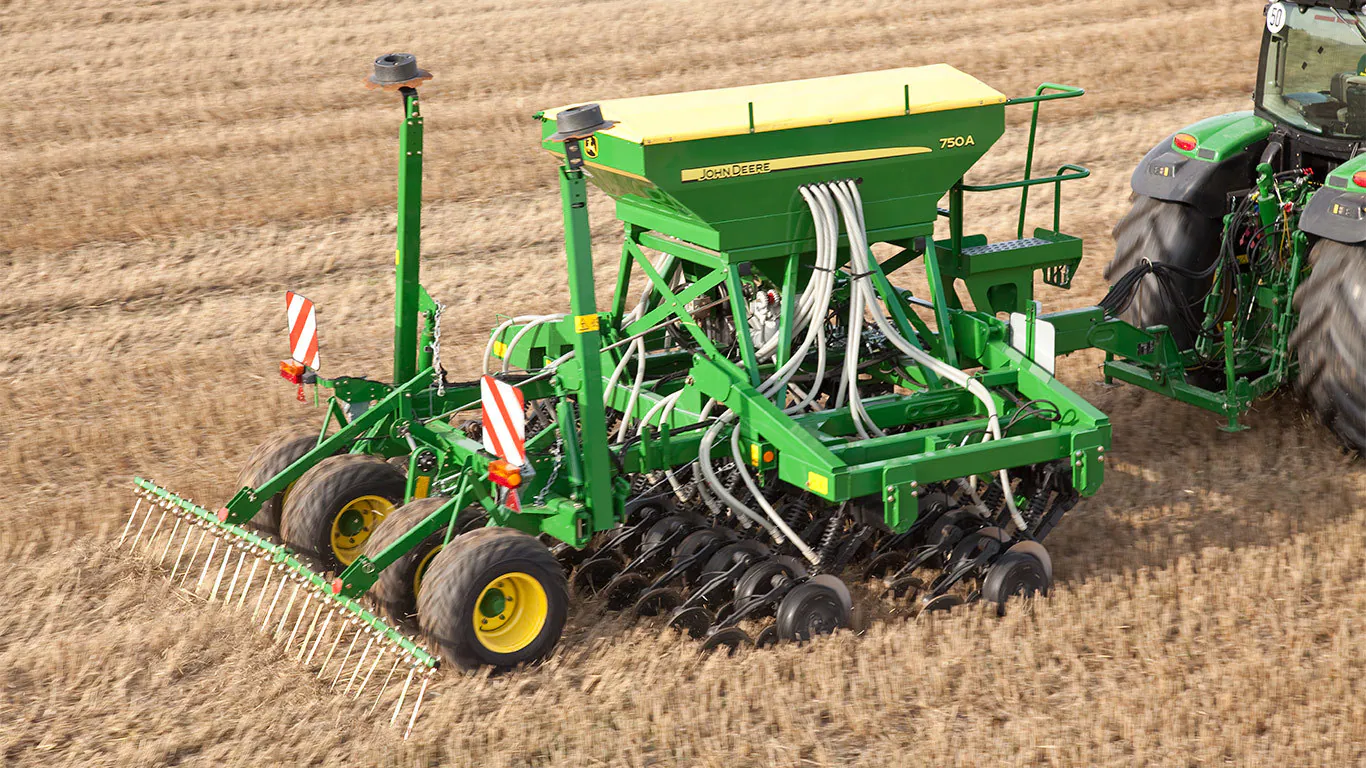
750A

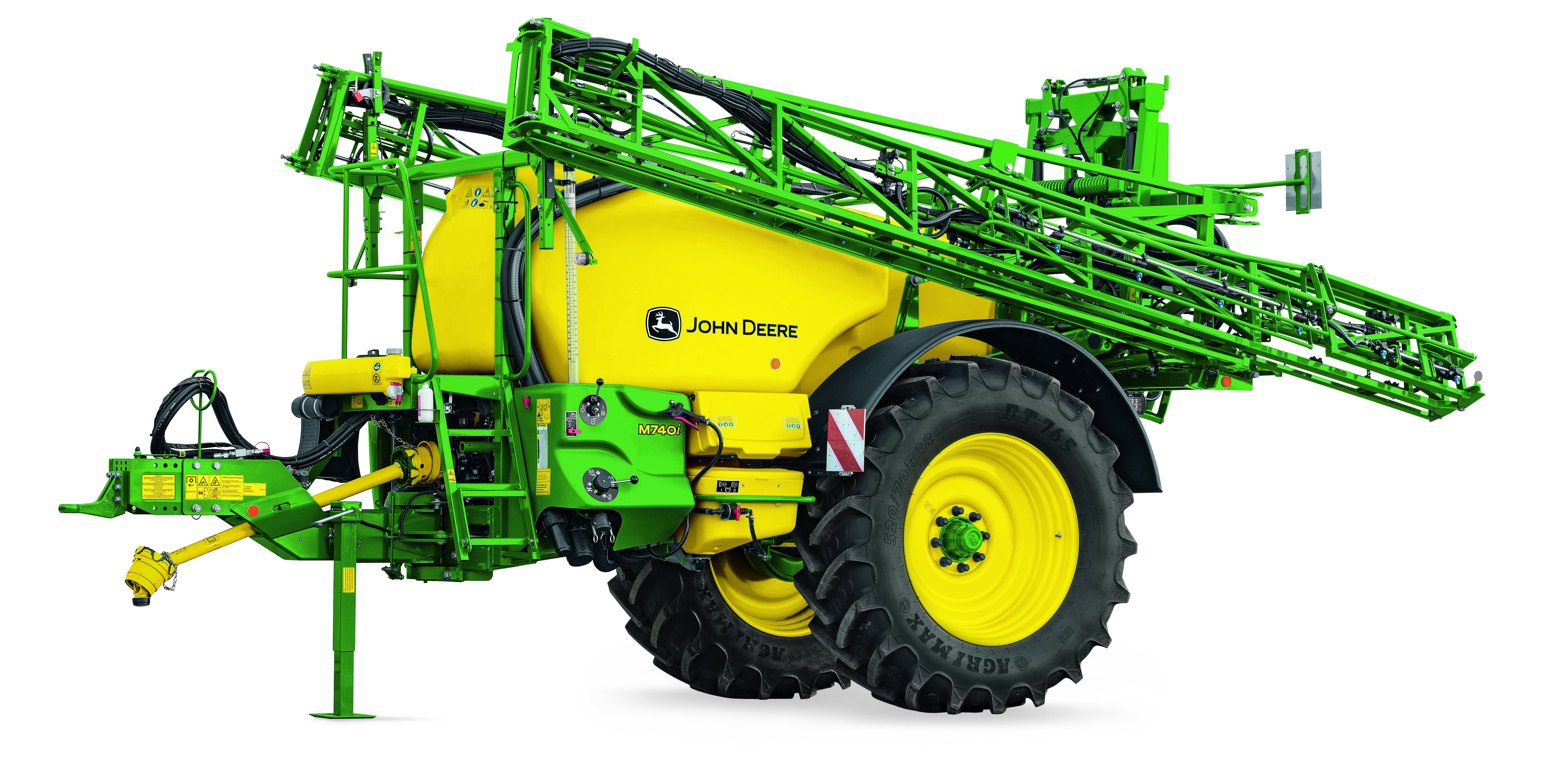
M700(i)

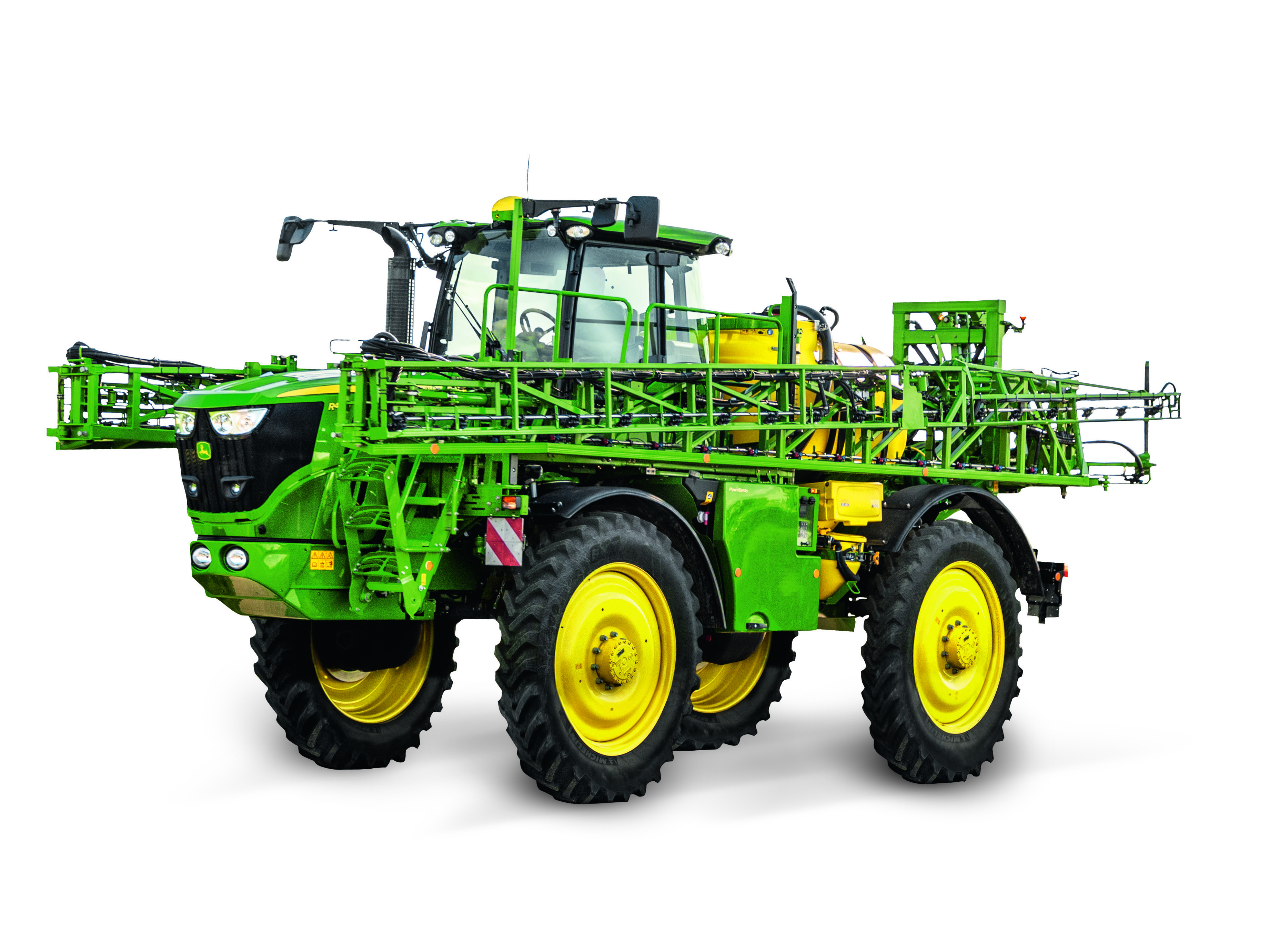
Feldspritze Selbstfahrend

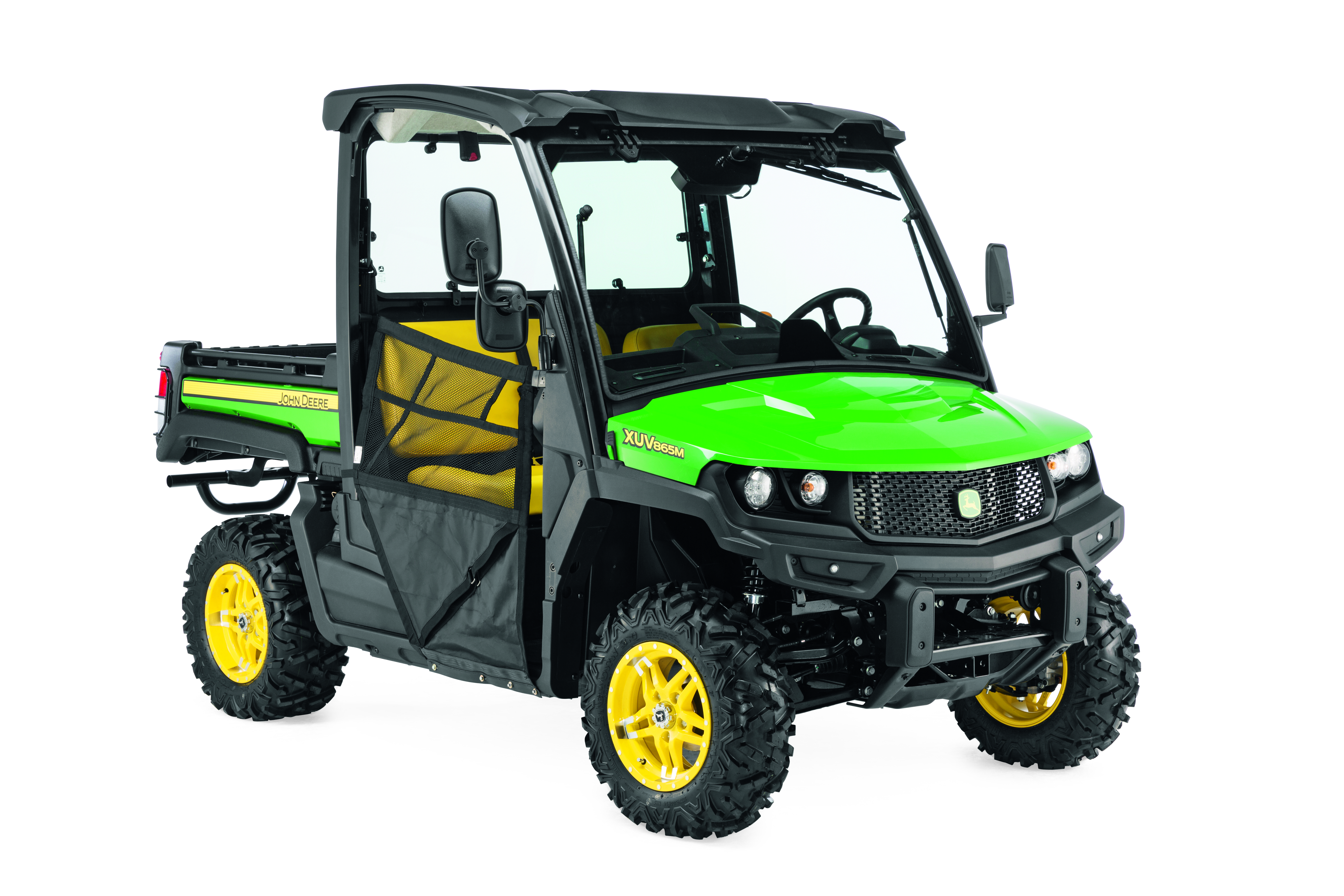
XUV865M

Transport-, Nutz- und Arbeitsfahrzeuge
| Gator Typ  | Motor   | Geschwindigkeit in km/h | Anhängelast in kg | Nutzlast in kg |
| TE         | Elektro | 24 km/h                 | 273               | 409            |
| TH 6x4     | Diesel  | 32 km/h                 | 726               | 726            |
| HPX 815 E  | Diesel  | 40 km/h                 | 590               | 635            |
| Pro Gator  | Diesel  | 31 km/h                 | 680               | 907            |
| XUV855M S4 | Diesel  | 51 km/h                 | 680               | 635            |
| XUV835M    | Benzin  | 60 km/h                 | 900               | 680            |
| XUV865M    | Diesel  | 50 km/h                 | 900               | 680            |
| XUV865R    | Diesel  | 50 km/h                 | 900               | 680            |
| Quelle:    |         |                         |                   |                |

Frontlader
(Quelle: )
- H240 für Traktoren der Serie E

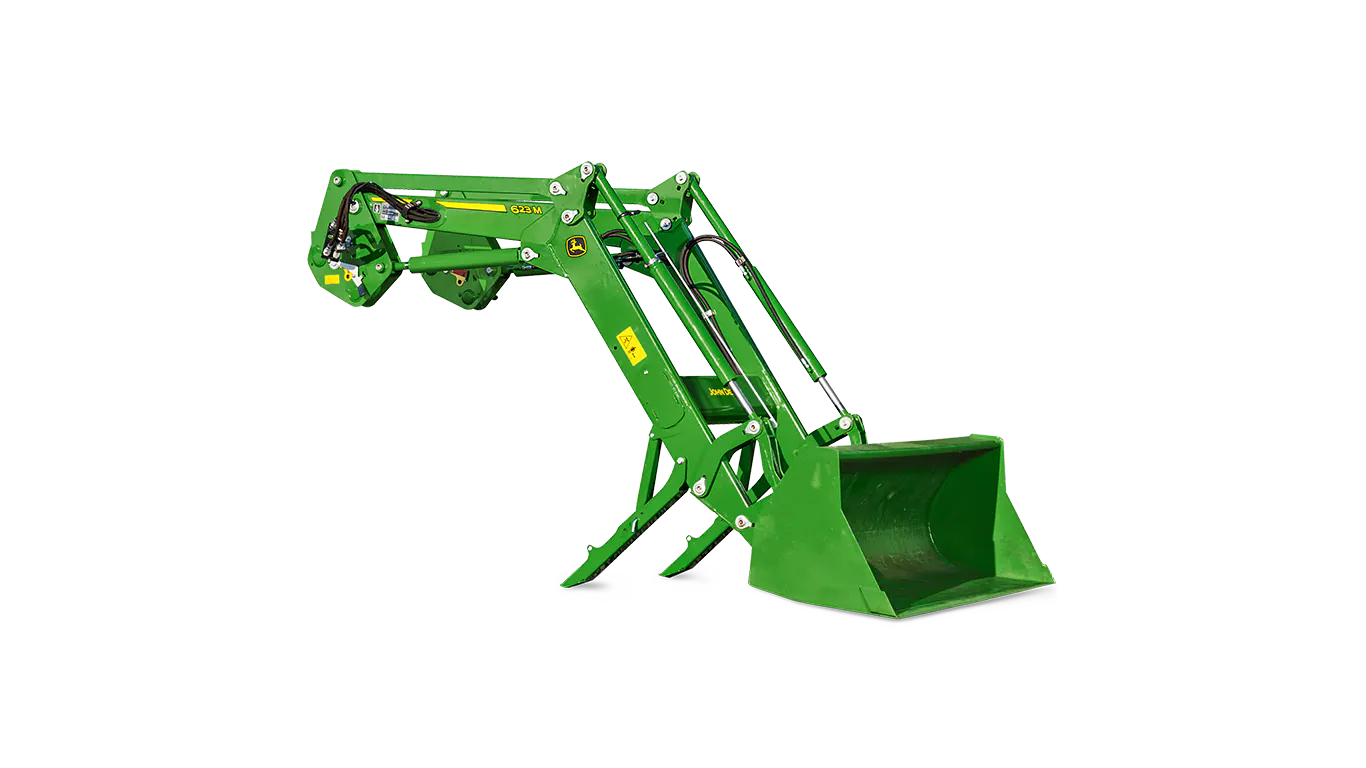
623M

- Frontlader der Serie M: 534M, 603M, 623M, 643M
- Frontlader der Serie R: 543R, 603R, 623R, 643R, 663R, 683R

Holzvollernter
| Typ   | Antrieb         | Motorleistung | Reichweite              | Gewicht                         | Quelle |
| ----- | --------------- | ------------- | ----------------------- | ------------------------------- | ------ |
| 1070G | 4-Rad und 6-Rad | 136 kW        | 8,6 m / 10,0 m / 10,8 m | 4-Rad: 15,2 t 6-Rad: 16,0t      | [ 53 ] |
| 1170G | 6-Rad und 8-Rad | 155,0 kW      | 10,0 m / 11,3 m         | 6-Rad: 17,8 t 8-Rad: 19,5 t     | [ 54 ] |
| 1270H | 6-Rad und 8-Rad | 220,0 kW      | 8,6 m / 10,0 m / 11,7 m | 6-Rad: 22,566 t 8-Rad: 24,588 t | [ 55 ] |
| 1470H | 6-Rad und 8-Rad | 220,0 kW      | 8,6 m / 10,0 m / 11,0 m | 6-Rad: 24,689 t 8-Rad:          | [ 56 ] |

Forwarder
| Typ   | Motor                                  | Motorleistung | Tragfähigkeit | Kran                                                                        | Quelle |
| ----- | -------------------------------------- | ------------- | ------------- | --------------------------------------------------------------------------- | ------ |
| 910G  | John Deere 4045, 4,5 l                 | 118 kW        | 10,16505 t    | CF5: 10 m / Bruttohubmoment: 102 kNm                                        | [ 57 ] |
| 1010G | John Deere 4045, 4,5 L                 | 131 kW        | 11,1765 t     | CF5: 10 m / Bruttohubmoment: 102 kNm                                        | [ 58 ] |
| 1110G | John Deere 6068 PowerTech Plus, 6,8 L  | 145 kW        | 12 t          | CF5: 10 m / Bruttohubmoment: 102 kNm CF7: 10 m / Bruttohubmoment: 125 kNm   | [ 59 ] |
| 1210G | John Deere 6068 Power Tech Plus, 6,8 L | 156 kW        | 13 t          | CF7: 10 m / Bruttohubmoment: 125 kNm                                        | [ 60 ] |
| 1510G | John Deere 6068 PowerTech Plus, 6,8 L  | 165 kW        | 15 t          | CF7: 10 m / Bruttohubmoment: 125 kNm CF7S: 10 m / Bruttohubmoment: 143 kNm  | [ 61 ] |
| 1910G | John Deere PowerTech Plus 6090, 9,0 L  | 200 kW        | 19 t          | CF7S: 10 m / Bruttohubmoment: 143 kNm CF8: 8,5 m / Bruttohubmoment: 151 kNm | [ 62 ] |

## Trivia
Im Roadmovie Eine wahre Geschichte – The Straight Story von Regisseur David Lynch von 1999 fährt ein alter Kriegsveteran auf einem John-Deere-Rasenmähertraktor über 500 Kilometer durch die USA, um seinen kranken Bruder zu besuchen, der einen Schlaganfall erlitt und zu dem er zehn Jahre keinen Kontakt hatte.

## Wettbewerber
Zu den größeren Konkurrenten von John Deere auf dem Weltmarkt zählen der niederländische Land- und Baumaschinenhersteller CNH Industrial (Case New Holland), die beiden deutschen Landmaschinenkonzerne Claas und Krone sowie die US-amerikanische AGCO, zu der u. a. der deutsche Landmaschinenhersteller Fendt gehört.